# Liste der Anlegestellen am Hochrhein
Die  Liste der Anlegestellen am Hochrhein  erfasst die Boots- und Schiffsanleger im schiffbaren Bereich des Hochrheines und am Untersee.

## Anlegestellen amHochrhein

### Anlegestellen am Hochrhein (Untersee)
In diesem Bereich betreibt seit der Mitte des 19. Jahrhunderts die SSG einen fahrplanmäßigen Betrieb. Daneben gibt es dort eine Vielzahl von privatwirtschaftlich oder auf Vereinsebene organisierten weiteren Nutzern.
| Lage: Rhein-km | Loc.  | Ort                     | Hafen:      | Beschreibung                      | Kailänge    | Ausstattung                                                                                             | Bild |
| -------------- | ----- | ----------------------- | ----------- | --------------------------------- | ----------- | --- | ---- |
| 0,0            | -BW ⊙ | Rheinbrücke Konstanz    | –           | – kein Anleger                    | –           | – Beginn der Rheinkilometrierung - (Pegelhöhe Konstanz)                                                 | ja   |
| 3,6 L          | -TG ⊙ | Gottlieben (Grenzwache) | Lände       | Personen- und Freizeitschifffahrt | 60 + 60 m   | Dalben, Marina und Werft für Kleinfahrzeuge, Stege, 50 Liegeplätze, Gastro, kein Slip, ÖPNV > 500 m     | ja   |
| 7,5 L          | -TG ⊙ | Ermatingen              | Hafen       | Personen- und Freizeitschifffahrt | 60 + 60 m   | Landebrücke, Ticketkiosk, Auffahrrampe, Schutzhafen, Stege, Liegeplätze, 3 Slipstellen, Gastro, ÖPNV    | ja   |
| 9,8 R          | -BW ⊙ | Reichenau               | Marina      | Personen- und Freizeitschifffahrt | Steganlagen | Dalben, Steganlagen, Ticketkiosk, 30 Wasserliegeplätze, Fahrradverleih, Gastronomie, ÖPNV 500 m         | ja   |
| 10,3 L         | -TG ⊙ | Mannenbach              | Landesteg   | Personen- und Freizeitschifffahrt | Steganlagen | Landebrücke, Ticketkiosk, Steganlage, 60 Wasser-, 25 Landliegeplätze, 2 Slipstellen, Gastronomie, ÖPNV  | ja   |
| 12,5 L         | -TG ⊙ | Berlingen               | Lände       | Personen- und Freizeitschifffahrt | 60 m        | massive Landebrücke, Ticketkiosk, 2 Steganlagen, 50 Wasserliegeplätze, 3 Slipstellen, Gastronomie, ÖPNV | ja   |
| 15,0 R         | -BW ⊙ | Gaienhofen              | Marina      | Personen- und Freizeitschifffahrt | Steganlagen | Dalben, Steganlagen, Ticketkiosk, 55 Wasserliegeplätze, Slipstelle, Gastronomie, ÖPNV                   | ja   |
| 15,7 L         | -TG ⊙ | Steckborn               | Landebrücke | Personen- und Freizeitschifffahrt | Massivsteg  | Dalben, massive Landebrücke, Steganlagen, Ticketkiosk, 10 Wasserliegeplätze, Slipstelle, Gastro, ÖPNV   | ja   |
| 16,3 R         | -BW ⊙ | Hemmenhofen             | Marina      | Personen- und Freizeitschifffahrt | Steganlagen | Dalben, Steganlagen, Ticketkiosk, 30 Wasserliegeplätze, 3 Slipstellen, Gastronomie, ÖPNV                | ja   |
| 19,9 R         | -BW ⊙ | Wangen                  | Marina      | Personen- und Freizeitschifffahrt | Steganlagen | Dalben, Steganlagen, Ticketkiosk, 50 Wasser- und 10 Landliegeplätze, Slipstelle, Gastronomie, Clubhaus  | ja   |
| 21,2 L         | -TG ⊙ | Mammern                 | Marina      | Personen- und Freizeitschifffahrt | Steganlagen | Dalben, Steganlagen, 15 Wasser- und 50 Landliegeplätze, Slipstelle                                      | ja   |
| 22,8 R         | -BW ⊙ | Öhningen                | Marina      | Personen- und Freizeitschifffahrt | Steganlagen | Dalben, Steganlagen, Ticket- & Zollkiosk, 90 Wasser- und 30 Landliegeplätze, Slipstelle                 | ja   |

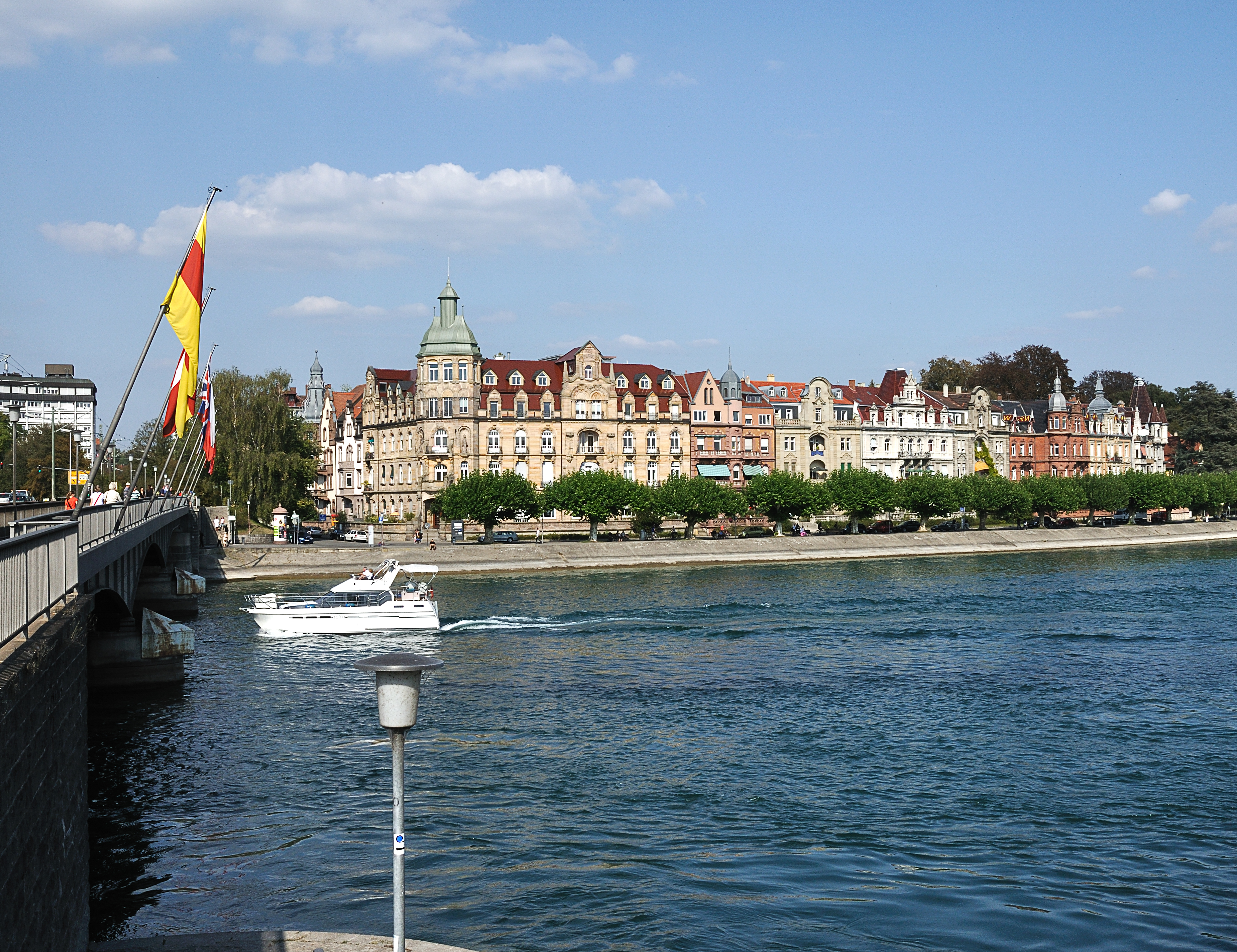
Brücke Konstanz
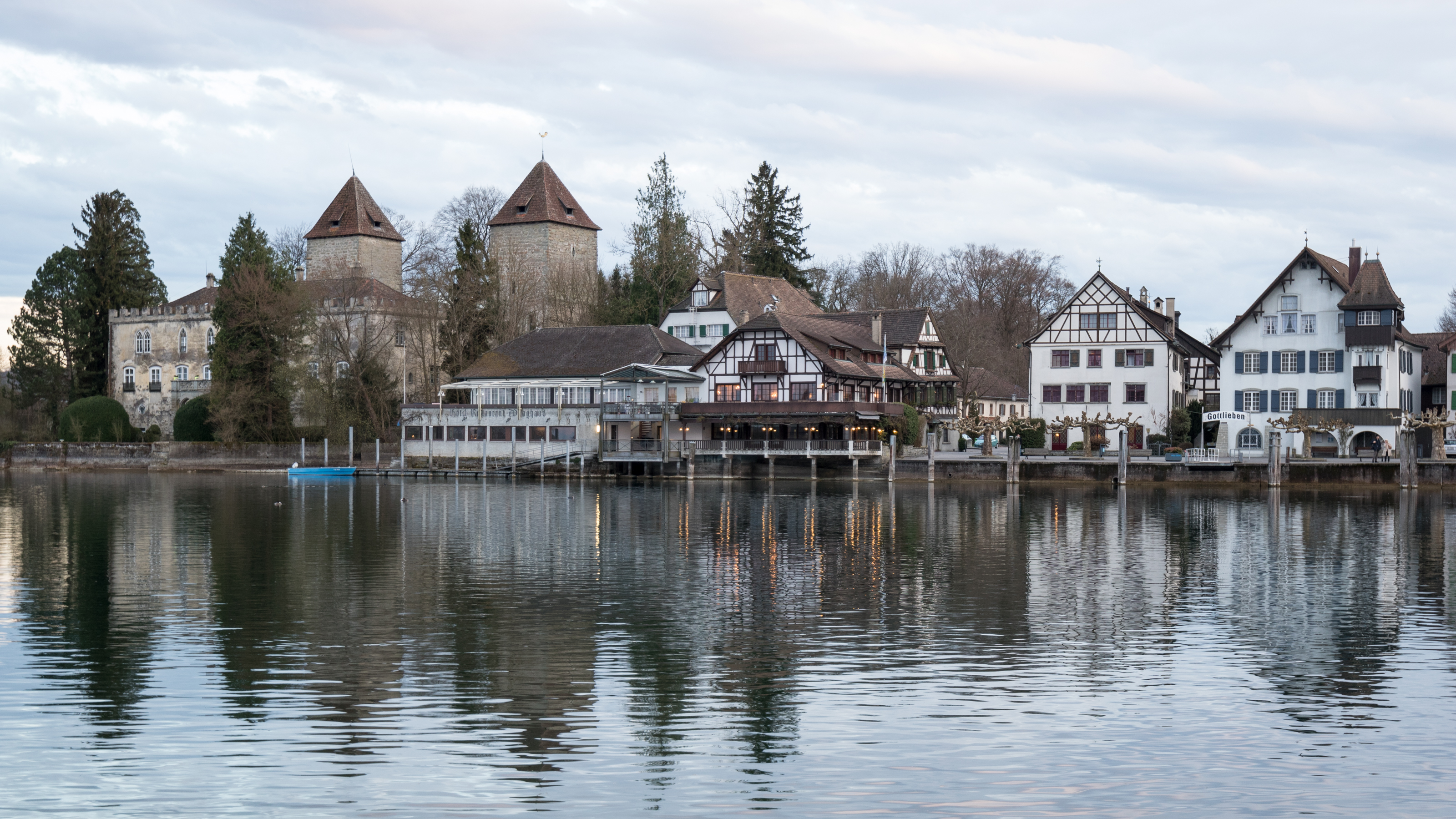
Gottlieben
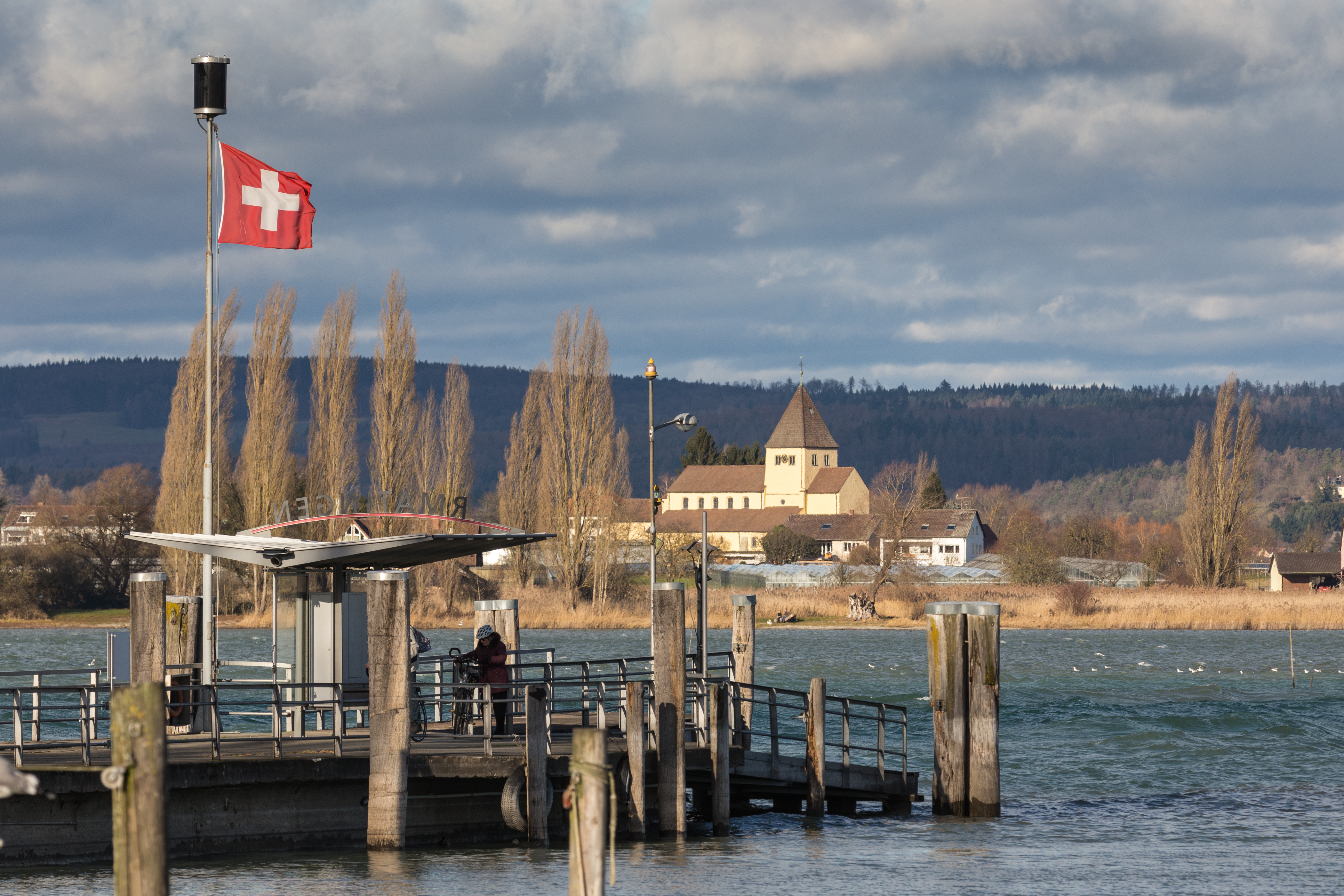
Ermatingen
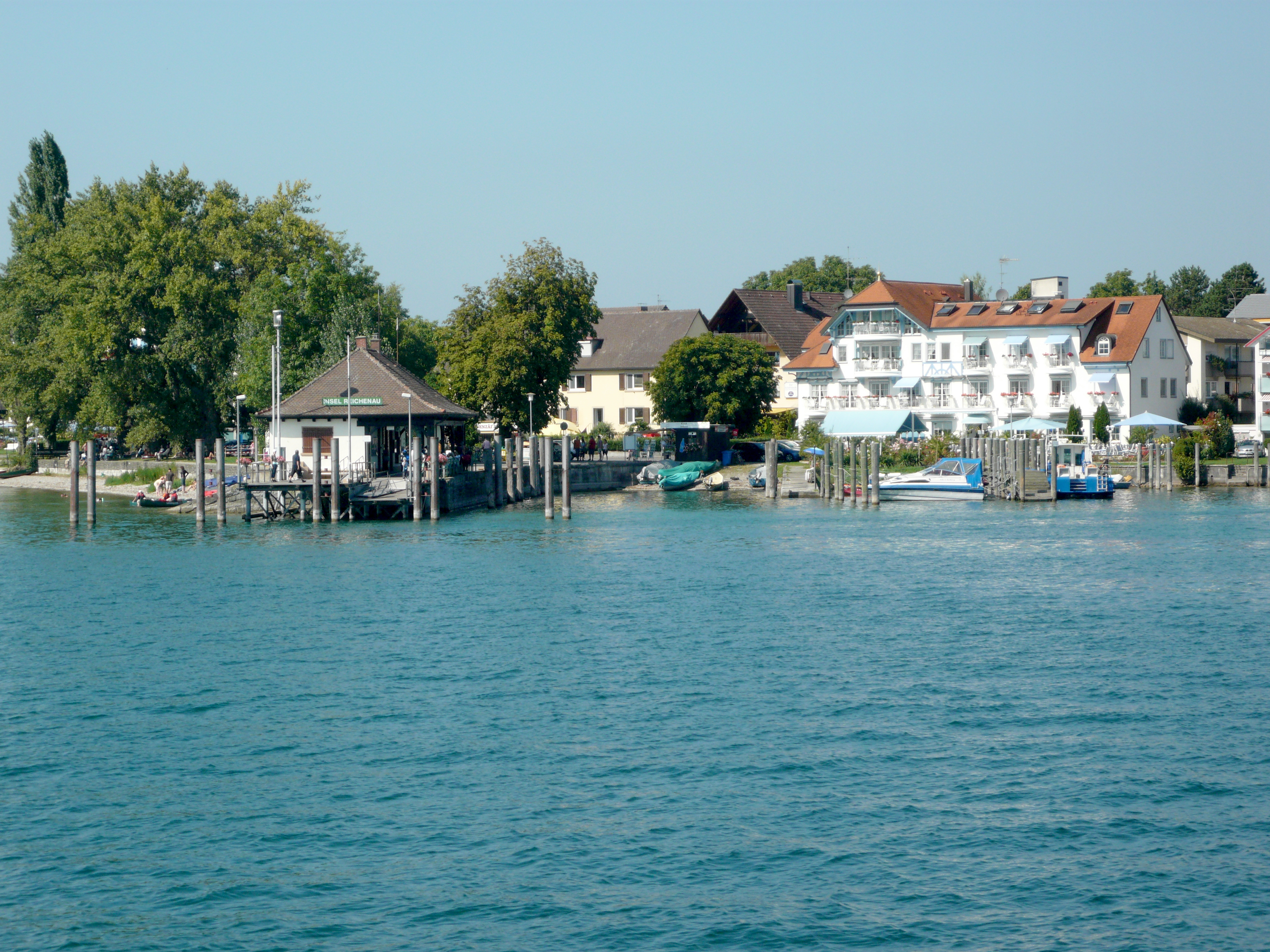
Reichenau
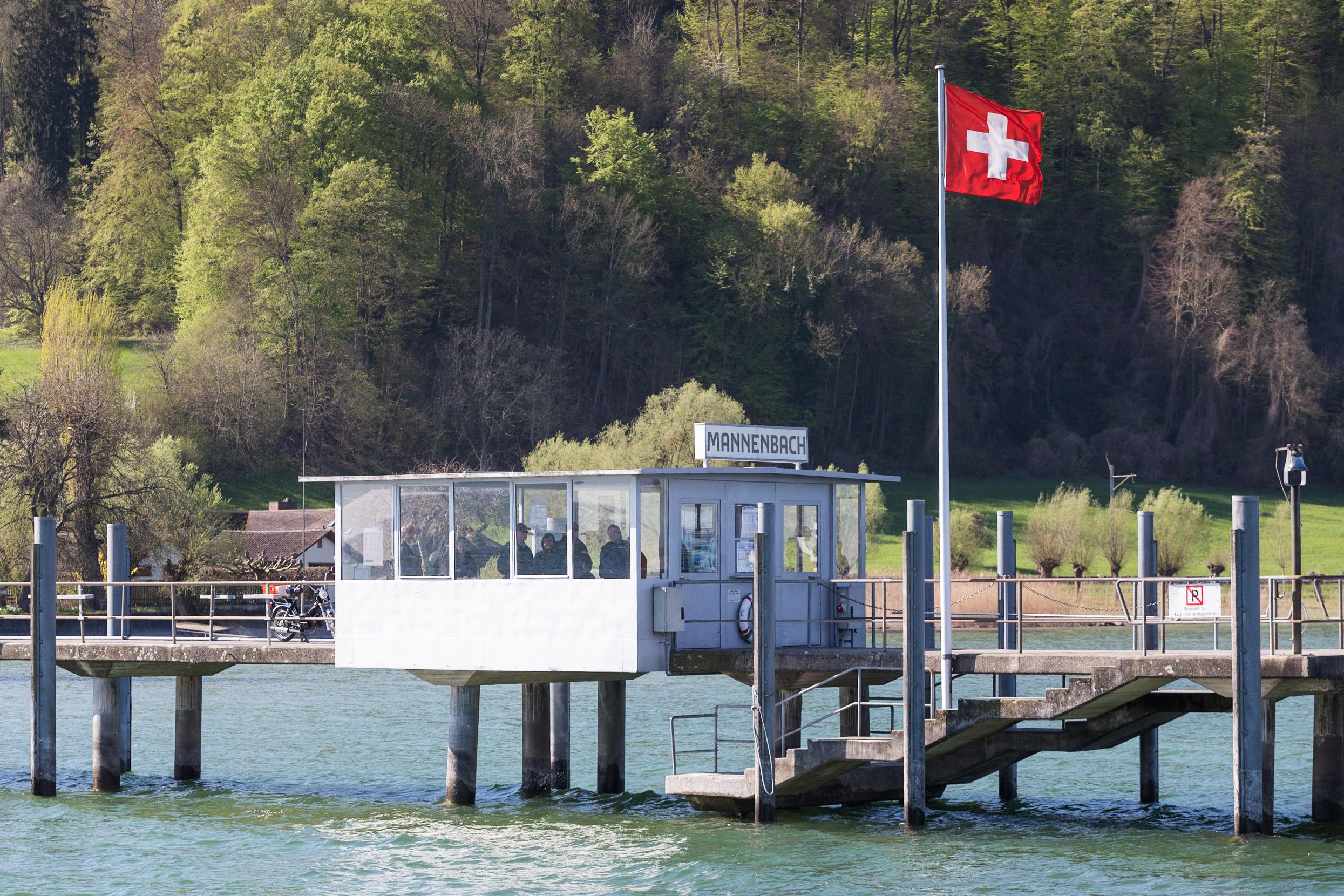
Mannenbach
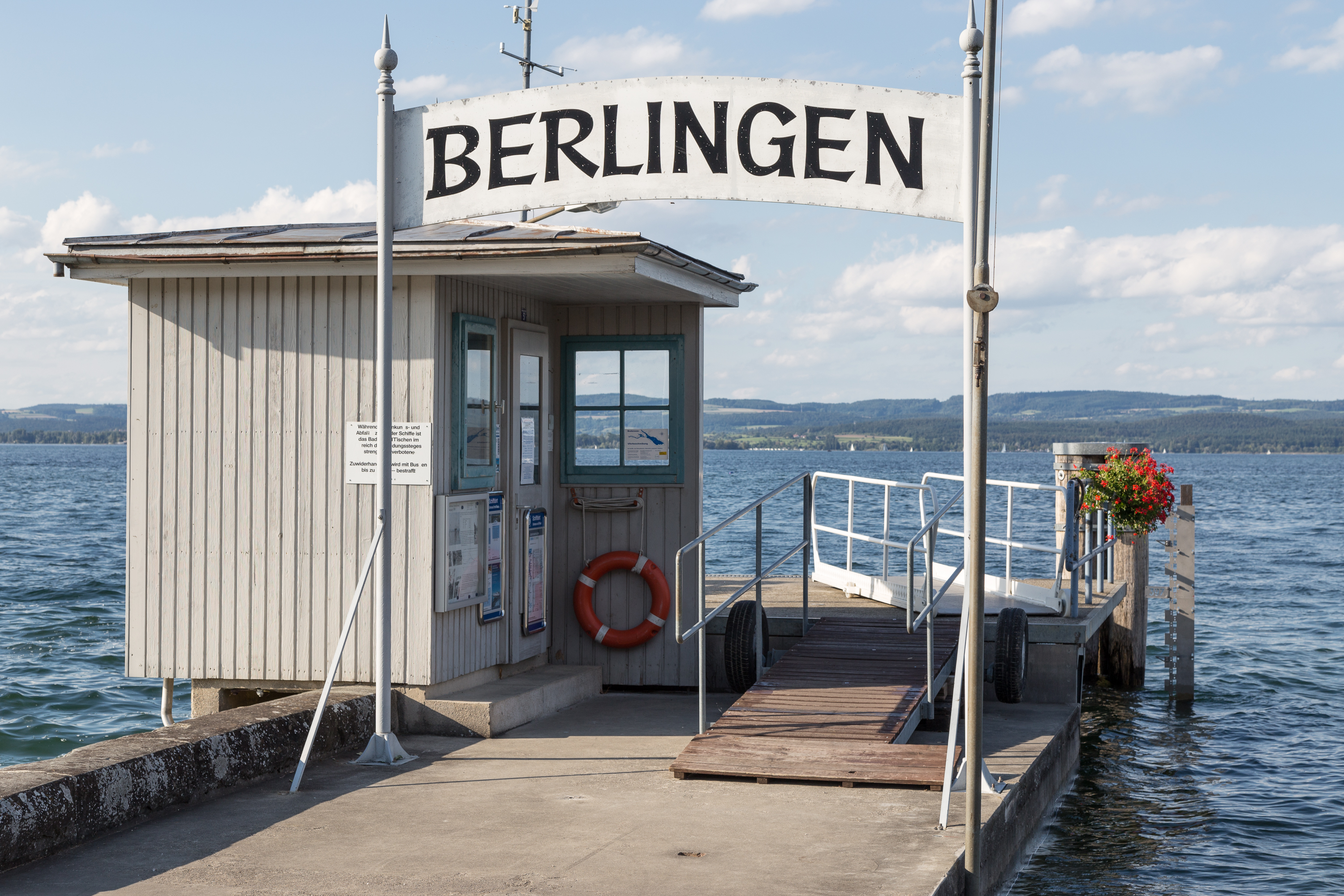
Berlingen
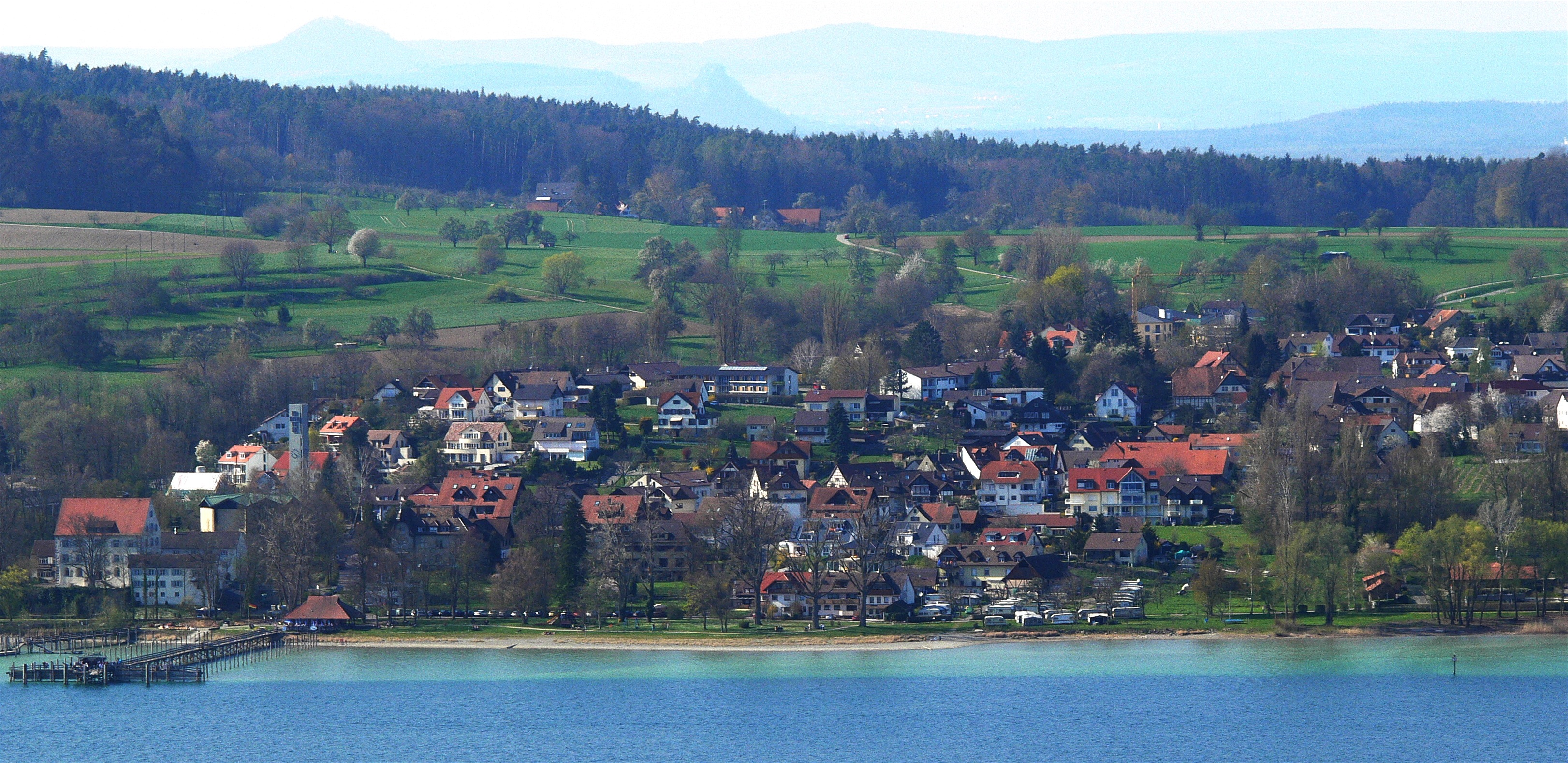
Gaienhofen
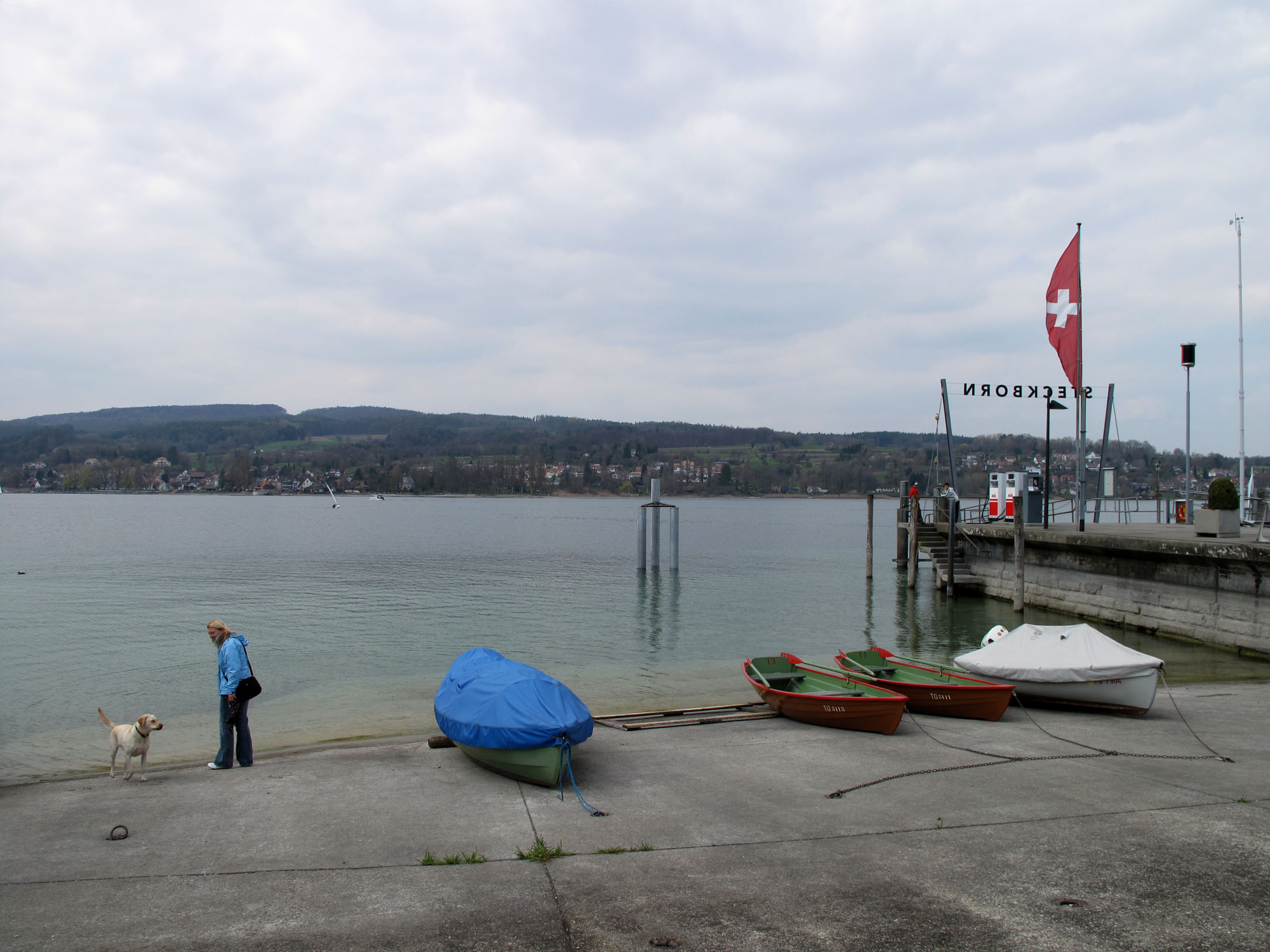
Steckborn
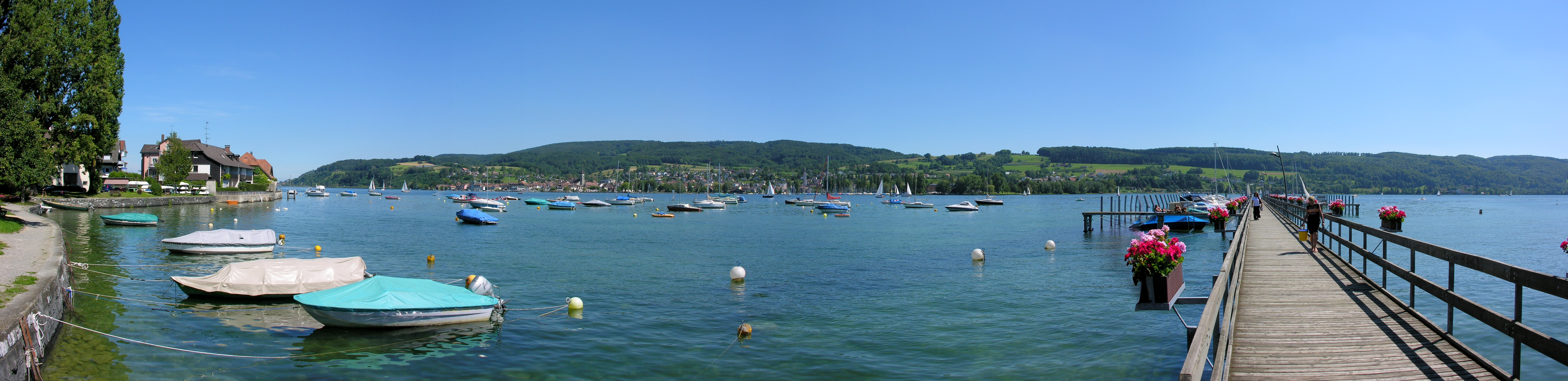
Hemmenhofen
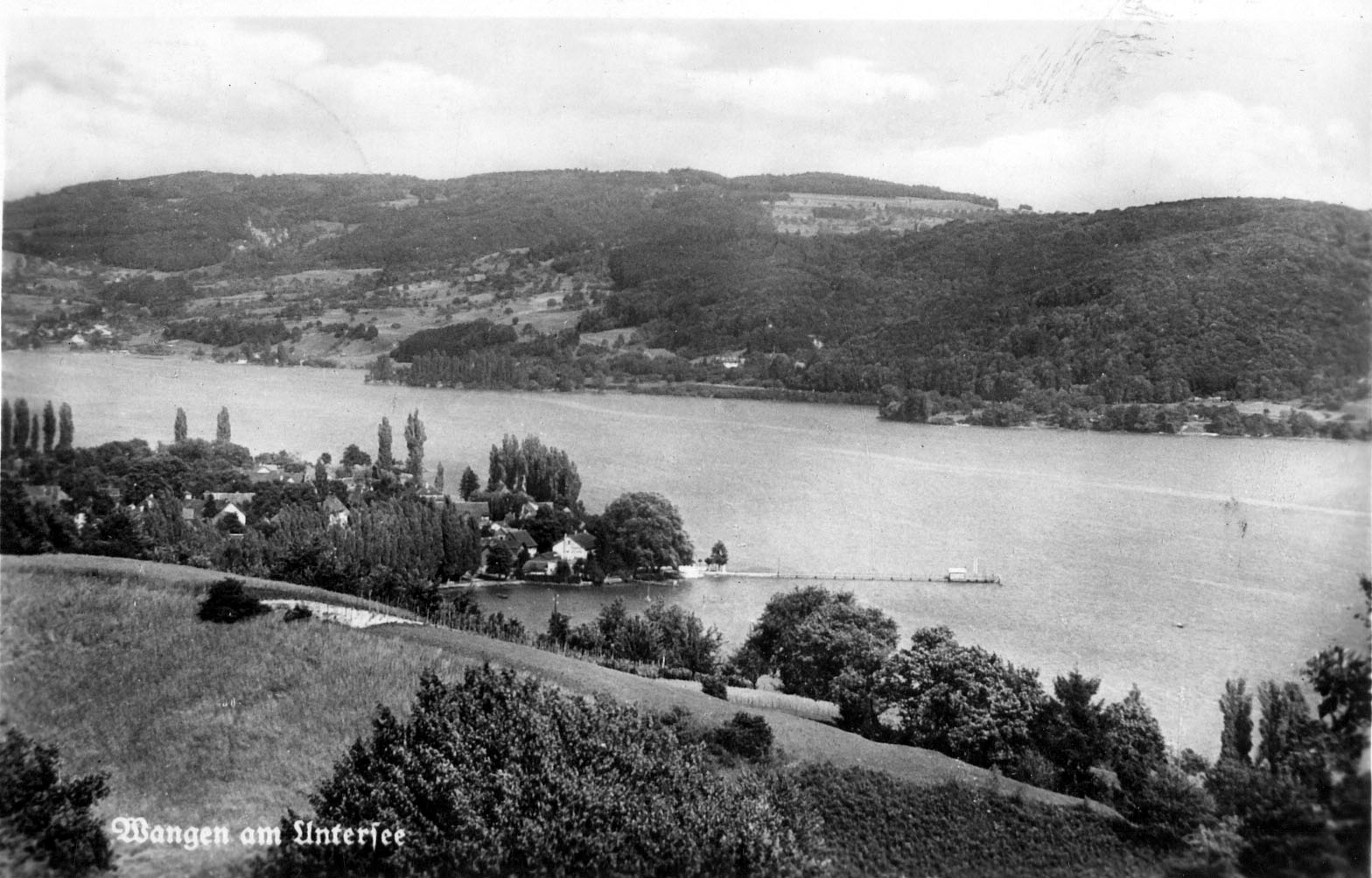
Anleger Wangen (1946)
Mammern (um 1885)
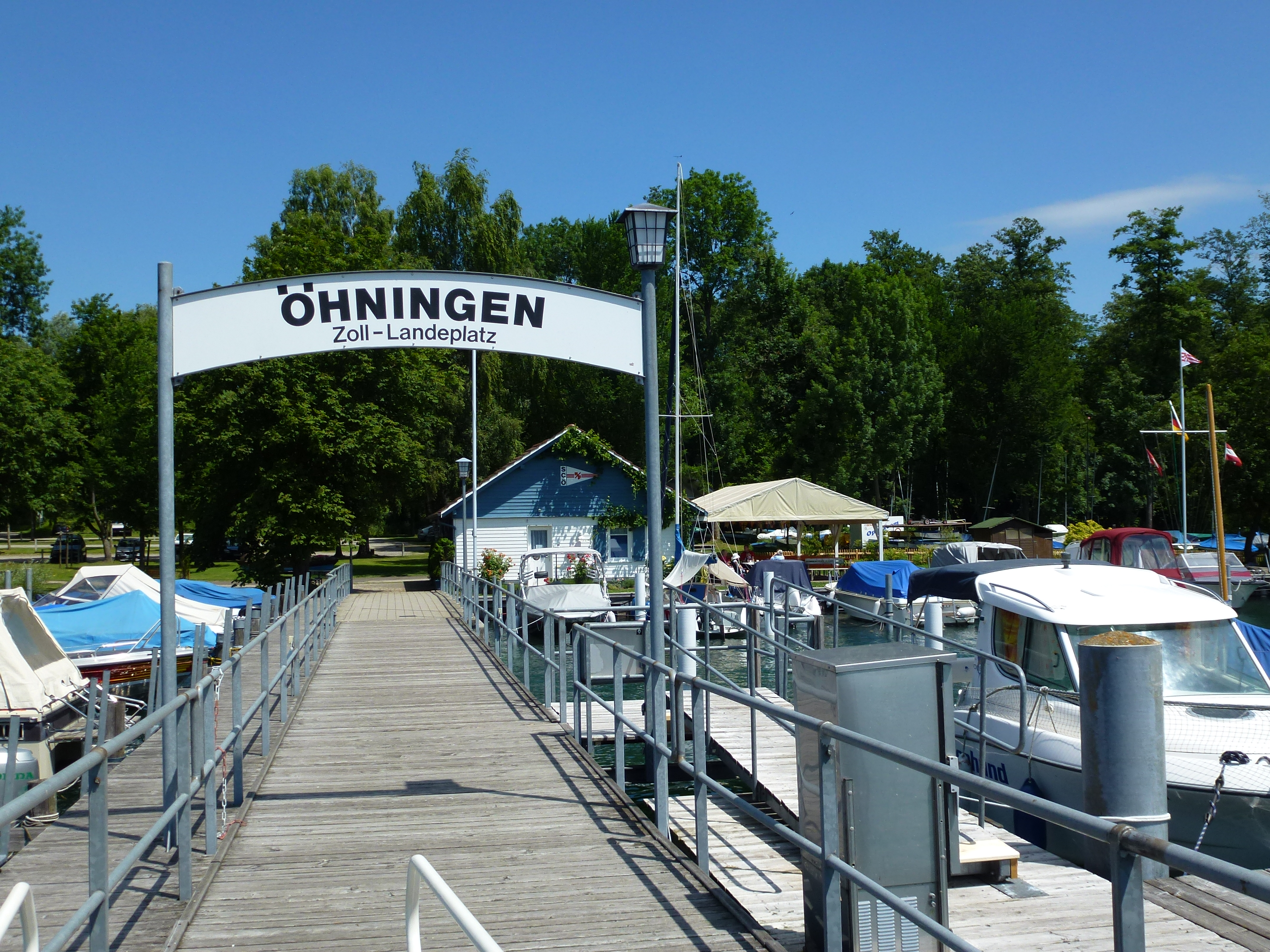
Oehningen

### Anlegestellen am Hochrhein oberhalb des Rheinfalles
| Lage: Rhein-km | Loc.  | Ort                     | Hafen:     | Beschreibung                           | Kailänge         | Ausstattung                                                                                           | Bild |
| -------------- | ----- | ----------------------- | ---------- | -------------------------------------- | ---------------- | --- | ---- |
| 25,7 R         | -SH ⊙ | Stein am Rhein          | Länden     | Personen- und Freizeitschifffahrt      | 2 × 90 m         | Dalben, Steganlage, 60 Liegeplätze für Kleinfahrzeuge, Gastronomie, ÖPNV, Parken (auch Busse)         | ja   |
| 35,4 L         | -TG ⊙ | Diessenhofen            | Lände      | Personen- und Freizeitschifffahrt      | 60 m             | Dalben, 40 Liegeplätze für Kleinfahrzeuge (Geisslibach), Gastronomie, zum ÖPNV > 700 m                | ja   |
| 39,9 R         | -BW ⊙ | Büsingen am Hochrhein   | Steg       | Personenschifffahrt                    | Landesteg        | Dalben, Landesteg, Wetterschutz, ÖPNV                                                                 | ja   |
| 43,3 L         | -ZH ⊙ | Feuerthalen Werft       | Steganlage | Werft und Ruderverein                  | 120 m Steganlage | Steganlage der URh-Schiffwerft und Bucht des Rudervereins, Clubhaus, Einsetzstelle, Parkmöglichkeiten | ja   |
| 44,2 R         | -SH ⊙ | Schaffhausen Kanuverein | Landebucht | Freizeitschifffahrt                    | 100 m geböscht   | Slipstelle und Anleger für Muskelkraftfahrzeuge, Clubhaus, ÖPNV                                       | ja   |
| 44,6 R         | -SH ⊙ | Schaffhausen Mitte      | Lände      | Personenschifffahrt                    | 75 m             | Poller, Ticketkiosk für die Ausflugsschifffahrt, Gastronomie, ÖPNV                                    | ja   |
| 45,3 R         | -SH ⊙ | Schaffhausen Kraftwerk  | Lände      | Generelles Fahrverbot (außer Anlieger) | 60 m             | Poller, Fischtreppe, ÖPNV                                                                             | ja   |

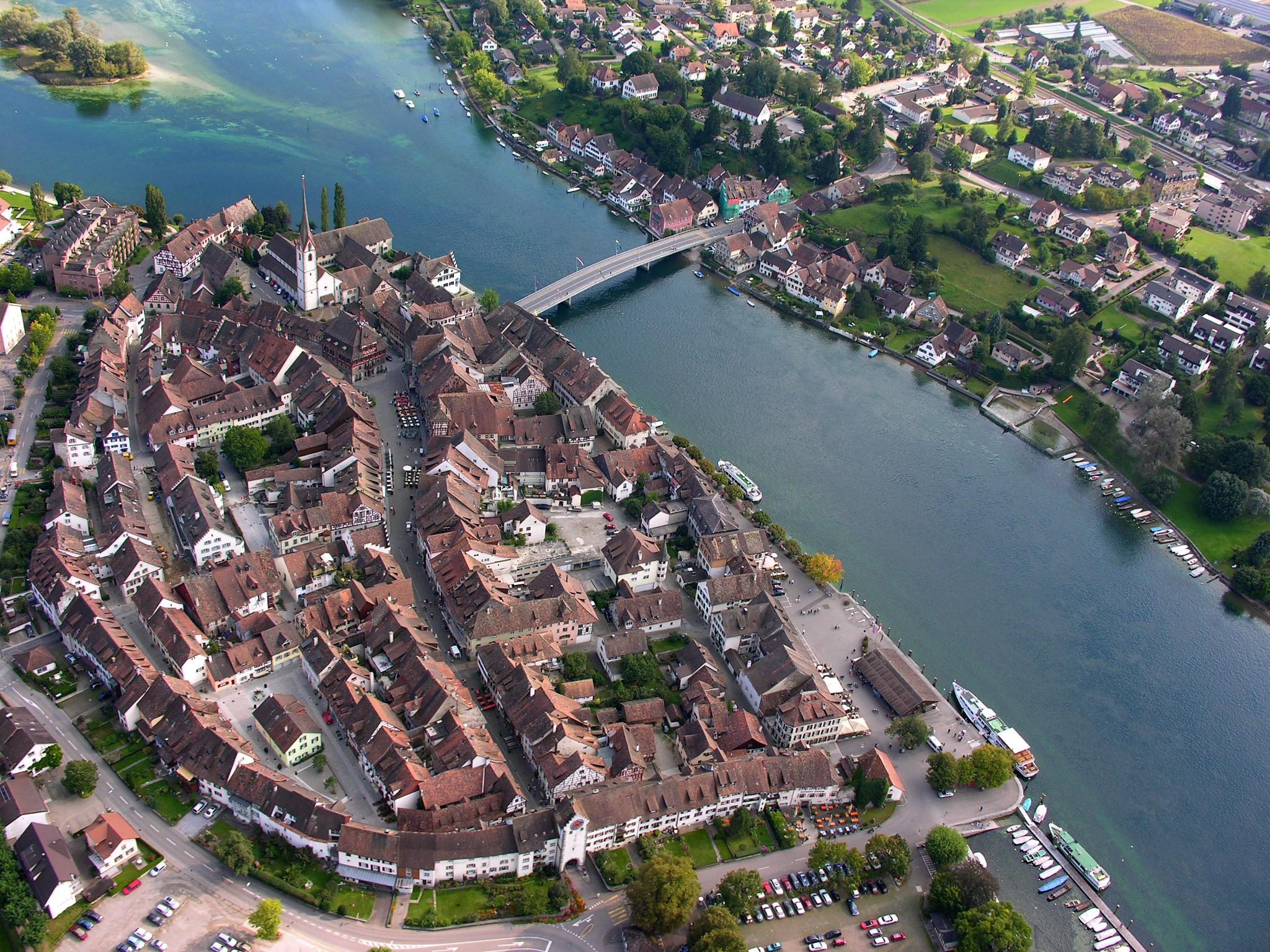
Schiffsländi Stein am Rhein
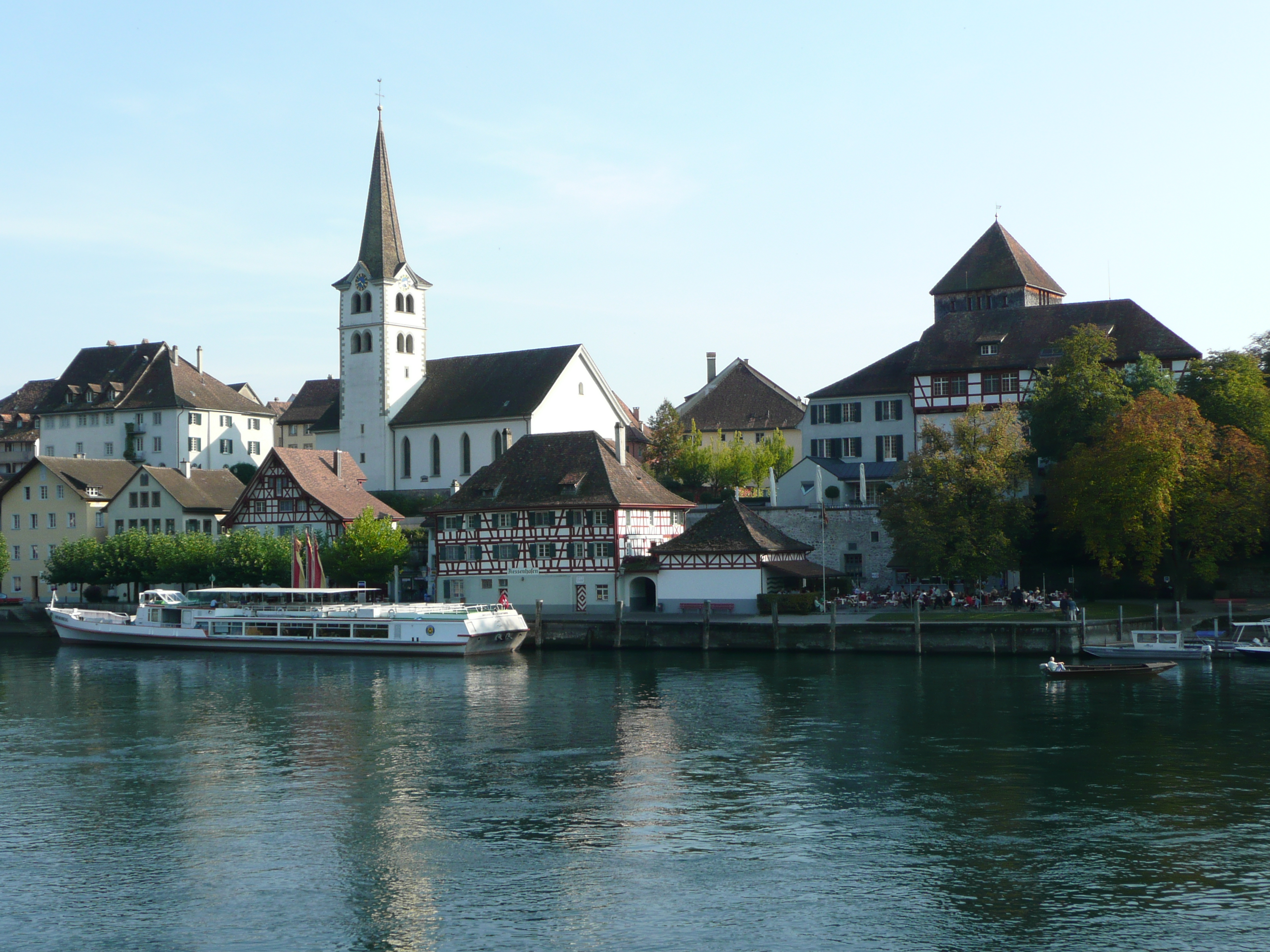
Diessen- hofen
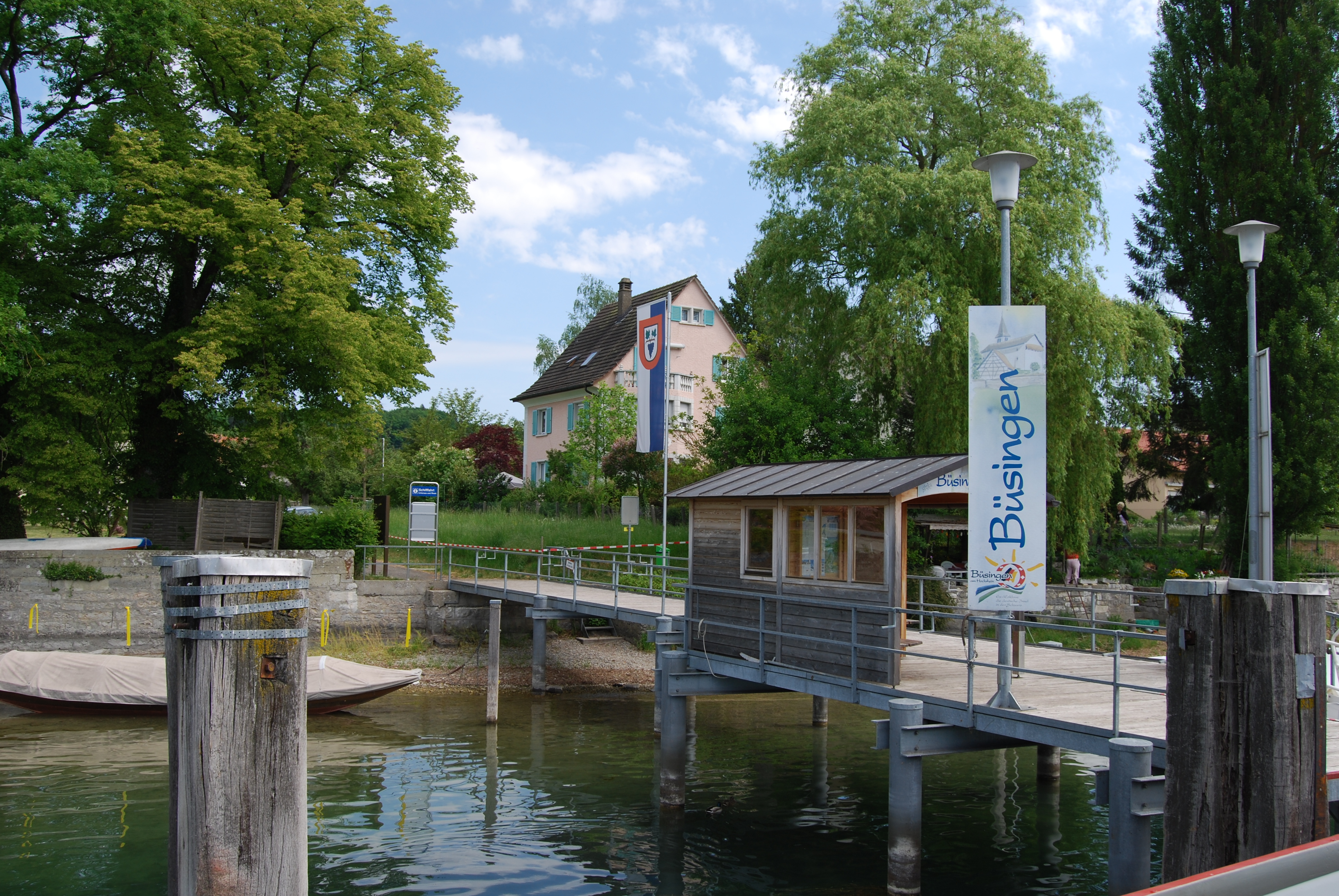
Anleger Büsingen
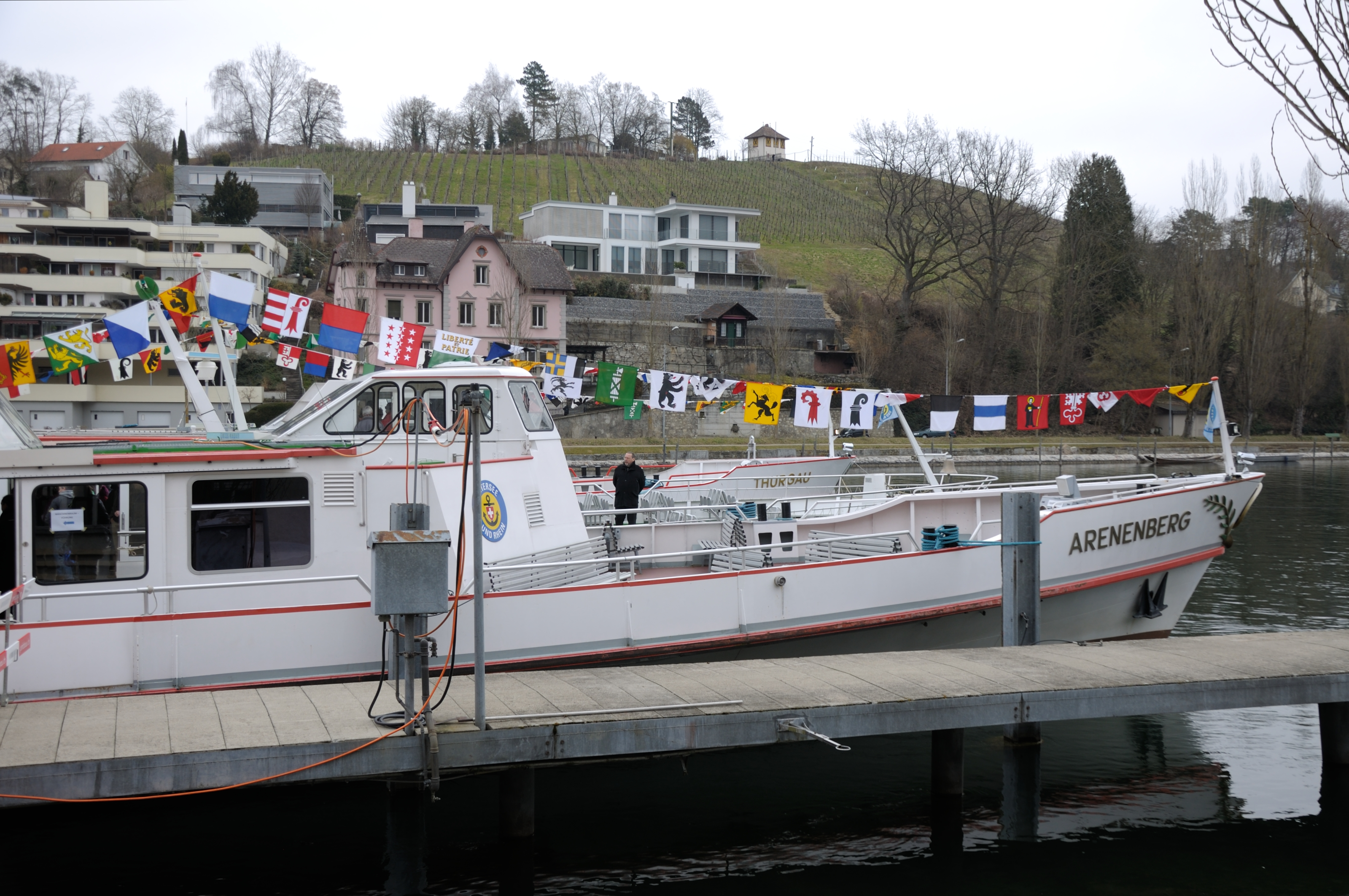
Werft Schaffhausen
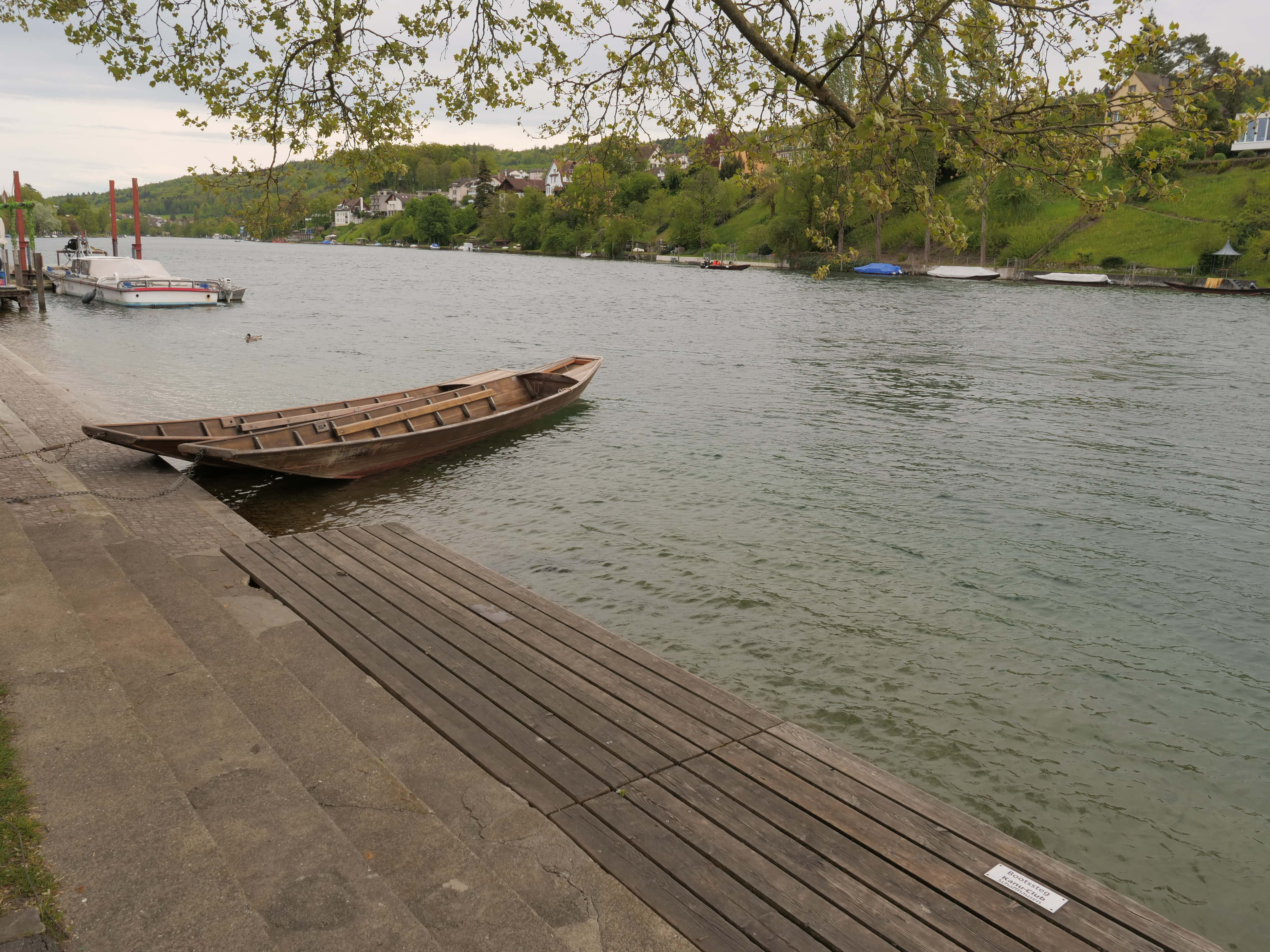
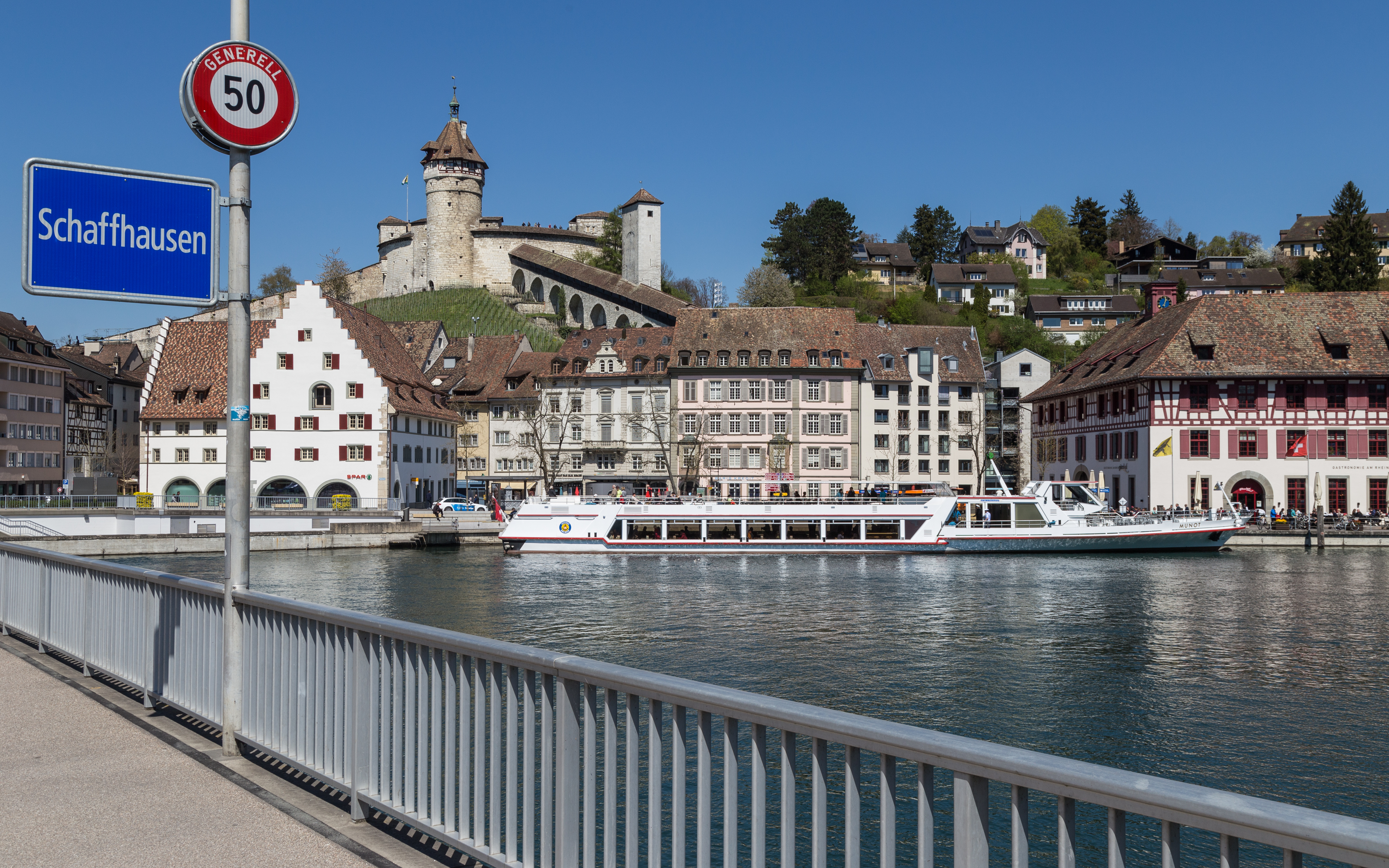
Schaffhausen Mitte
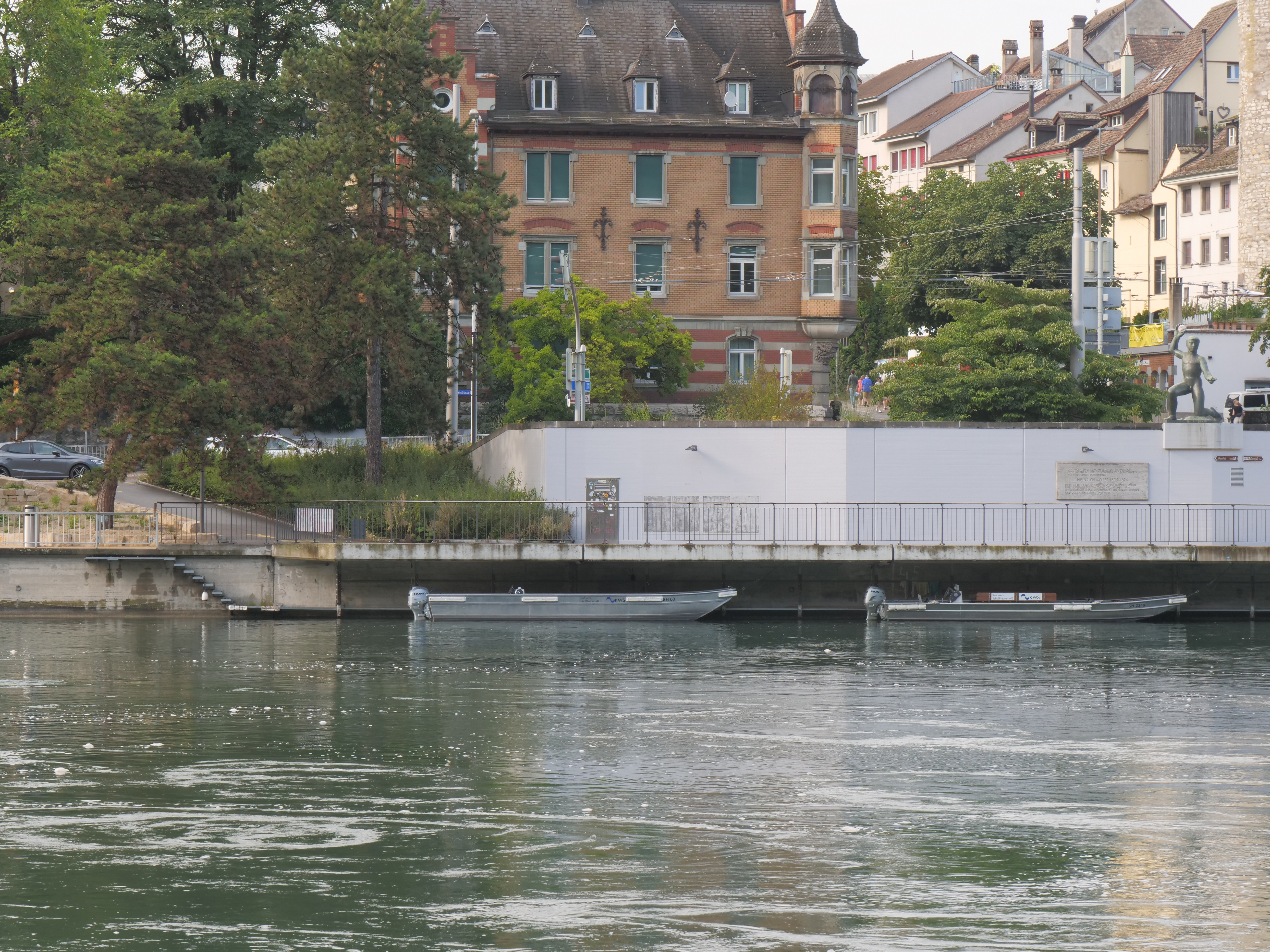

| Rheinkilometer 45,4 vom Kraftwerk Schaffhausen bis zum Rheinfall, 48,6 sind nicht schiffbar. |
| -------------------------------------------------------------------------------------------- |

### Anlegestellen am Hochrhein unterhalb des Rheinfalls
| Lage: Rhein-km | Loc.  | Ort               | Hafen:           | Beschreibung                      | Kailänge             | Ausstattung | Bild  |
| -------------- | ----- | ----------------- | ---------------- | --------------------------------- | -------------------- | --- | ----- |
| 48,8 R         | -SH ⊙ | Rheinfall         | Bootsanleger     | Ausflugsschifffahrt               |                      | Anleger für die Ausflugsschifffahrt, Gastronomie                                                                  | ja, 2 |
| 55,3 R         | -ZH ⊙ | Kraftwerk Rheinau | Bootsanleger     | Bootsrampe                        | 40 + 40 m            | -BW: Slipanlage am Kraftwerk Rheinau, Warteplätze; -ZH: Anleger für die Ausflugsschifffahrt, Slipstelle           | fehlt |
| 57,9 L         | -ZH ⊙ | Rheinau OHW       | Bootsanleger     | Bootsrampe                        | 20 + 40 m            | Slipanlage am oberen Hilfswehr, Warteplätze                                                                       | fehlt |
| 59,5 L         | -ZH ⊙ | Rheinau UHW       | Bootsanleger     | Bootsrampe                        | 20 + 40 m            | Slipanlage am unteren Hilfwehr, Warteplätze                                                                       | fehlt |
| 63,0 L         | -ZH ⊙ | Ellikon           | Fährhafen        | Rheinfähre Ellikon–Nack           | 6 m                  | PKW-Auffahrrampe, Gastronomie                                                                                     | ja    |
| 68,0 R         | -SH ⊙ | Rüdlingen         | Lände            | Ausflugs- und Freizeitschifffahrt | 50 m geböscht        | Dalben, Steg für die Ausflugsschifffahrt, 15 Liegeplätze für Kleinfahrzeuge, Slipstelle                           | fehlt |
| 71,1 L         | -ZH ⊙ | Tössegg           | Länden           | Ausflugs- und Freizeitschifffahrt | 220 m geböscht       | Dalben, 3 Stege für die Ausflugsschifffahrt, 50 Liegeplätze für Kleinfahrzeuge, Gastronomie, Werft                | ja    |
| 74,7 R         | -ZH ⊙ | Eglisau Kirche    | Hafen & Lände    | Freizeitschifffahrt               | 2 × 50 m Kai         | Hafenbecken 10 × 27 m, 80 m Kai ÖPNV                                                                              | ja    |
| 74,8L          | -ZH ⊙ | Seglingen         | Lände            | Freizeitschifffahrt               | 200 m geböscht       | Dalben, Steg, 60 Liegeplätze für Kleinfahrzeuge, Slipstelle, Bootshaus, ÖPNV                                      | fehlt |
| 76,0 R         | -ZH ⊙ | Eglisau West      | Lände            | Freizeitschifffahrt               | 100 m                | Dalben, Steg, 45 Liegeplätze für Kleinfahrzeuge, Bootshaus                                                        | fehlt |
| 78,7 R         | -ZH ⊙ | Rheinsfelden      | Lände            | Freizeitschifffahrt               | 65 m geböscht        | Steg, Liegeplätze für Kleinfahrzeuge                                                                              | fehlt |
| 79,1 L         | -ZH ⊙ | KW Eglisau OW     | Betriebslände    | Betriebs-, Freizeitschifffahrt    | 12 m                 | Anleger für Arbeitsboote, Warteplatz                                                                              | fehlt |
| 79,2 R         | -BW ⊙ | KW Eglisau UW     | –                | Betriebs-, Freizeitschifffahrt    |                      | Dalben, Bootsrampe, Kran und Schleuse für Kleinfahrzeuge, Wasser, Strom, Abwasser (W/S/A), Warteplatz             | fehlt |
| 90,5 L         | -BW ⊙ | KW Reckingen      | Lände            | Betriebs-, Freizeitschifffahrt    | 60 m                 | Wasser, Abwasser, Strom (W/S/A), Schwerlastplatz, Fischtreppe                                                     | fehlt |
| 90,5 L         | -AG ⊙ | Rekingen          | Lände            | Betriebs-, Freizeitschifffahrt    | 150 m                | Bahnanschluss, Mobilkran 38 t, Bootsrampe, 2 Slipstellen, 20 Liegeplätze für Kleinfahrzeuge im Oberwasser         | fehlt |
| 108,7 L        | -AG ⊙ | Leibstadt         | Länden           | Betriebs-, Freizeitschifffahrt    | 40 + 40 m            | Bahnanschluss, Drehkran 8 t, Bootsschleppe, Fischtreppe, Zollstelle                                               | fehlt |
| 122            | -BW ⊙ | Laufenburg        | Länden           | Umschlagstelle Laufenberg         | 30 + 90 m            | Bahnanschluss und Bootsschleuse auf deutscher Seite, 2 Fischtreppen, auf Schweizer Seite Portalkran 16 t          | fehlt |
| 129,3 R        | -BW ⊙ | KW Säckingen OW   | Betriebslände R  | Umschlagstelle Säckingen          | 110 + 20 m           | 2 Portalkräne à 50 t auf Kraftwerk, Fischtreppe, Bahnanschluss, ab Unterwasser: Kursschiff zum KW Ryburg          | fehlt |
| 129,5 L        | -AG ⊙ | KW Säckingen UW   | Lände            | Freizeitschifffahrt               | 20 m                 | Bootsrampe | fehlt |
| 130,5 R        | -BW ⊙ | Bad Säckingen     | Landesteg        | Personenschifffahrt               | Schwimmsteg          | Anleger Kursschiff Trompeter von Säckingen zum Kraftwerk Ryburg                                                   | ja    |
| 133 L          | -AG ⊙ | Mumpf             | Lände            | Freizeitschifffahrt               | 100 m                | Bootssteg, Personen- & Fahrradfähre Fähre Mumpf–Bad Säckingen                                                     | ja    |
| 143,5 R        | -BW ⊙ | KW Schwörstadt    | Betriebslände    | Betriebs- und Freizeitschifffahrt | 60 + 60 m            | Bahnanschluss mit Ausziehgleis zum Kai im Unterwasser, Fischtreppe                                                | fehlt |
| 143,6 L        | -AG ⊙ | KW Ryburg         | Lände            | Freizeitschifffahrt               | 20 m                 | Bootslift bis 1,5 t, Warteplatz                                                                                   | fehlt |
| 147,6 L        | -AG ⊙ | KW Rheinfelden    | Betriebslände    | Freizeitschifffahrt               | 3 × 20 m             | Portalkran 32 t auf Kraftwerk, 2 Fischtreppen, Schwimmsteg auf deutscher Seite, Bootsschleppe auf Schweizer Seite | fehlt |
| 149,0 L        | -AG ⊙ | Rheinfelden BPG   | Landesteg        | Personenschifffahrt               | Schwimmsteg          | Dalben, Schwimmstege, Personenschifffahrt                                                                         | ja    |
| 149,6 R        | -BW ⊙ | Rheinfelden BW    | Lände            | Rheinhafen Rheinfelden            | siehe Hauptartikel   | 2 Portalkräne, 2 Schwimmstege, Freilagerflächen (gewerbliche Großschifffahrt)                                     | fehlt |
| 154,3 L        | -AG ⊙ | Kaiseraugst       | Fährhafen        | Personen- und Freizeitschifffahrt | Schwimmsteg          | Ticketkiosk, Stege, Slipstelle, Liegeplätze für Kleinfahrzeuge                                                    | fehlt |
| 155,4          | -BL ⊙ | KW Augst          | Länden und Hafen | Schleuse für Großschifffahrt      | 60 m                 | Schleuse 110 m, Anleger Personenschifffahrt, Liegeplätze für Kleinfahrzeuge im Hafenbecken 25 × 90 m, Slipstelle  | fehlt |
| 159,3 L        | -BL ⊙ | Muttenz           | Stromhafen       | Auhafen Muttenz                   | – siehe Hauptartikel | (gewerbliche Großschifffahrt)                                                                                     | fehlt |
| 161,3 L        | -BL ⊙ | Birsfelden        | Rheinhafen       | Rheinhafen Birsfelden             | – siehe Hauptartikel | (gewerbliche Großschifffahrt)                                                                                     | fehlt |
| 165,6 L        | -BL ⊙ | Birsfelden BPG    | Landesteg        | Personenschifffahrt               | Landesteg            | Dalben, Landesteg (früher war dort der Anleger der Birsfelder Fähre)                                              | fehlt |
| 166,6 L        | -BL ⊙ | Basel             | Rheinbrücke      | Mittlere Brücke                   | – siehe Hauptartikel | – Ende des Hochrheins - Lände Personenbeförderung (Bedarfsbetrieb)                                                | ja    |

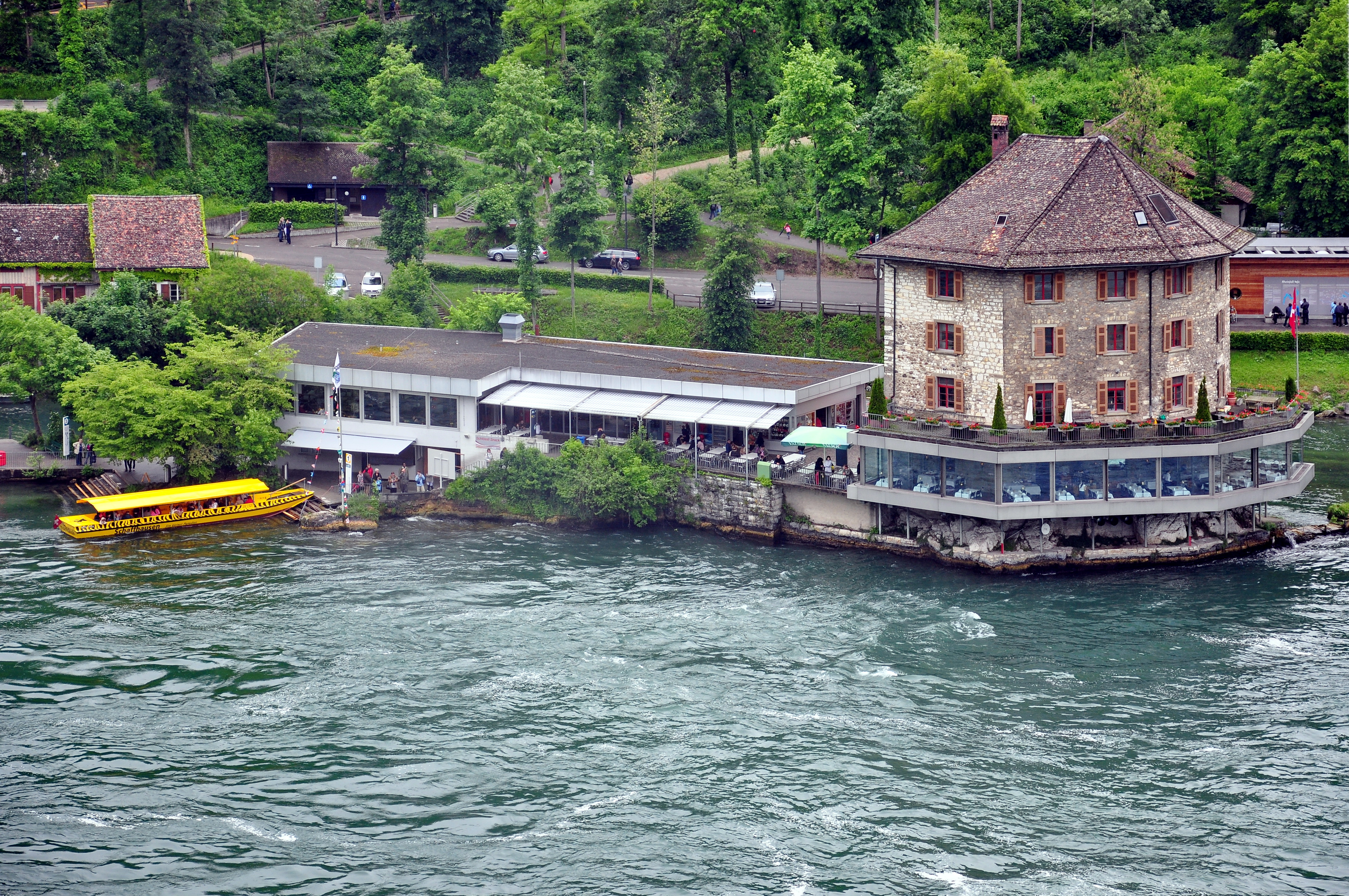
Anleger am Rheinfall von Westen
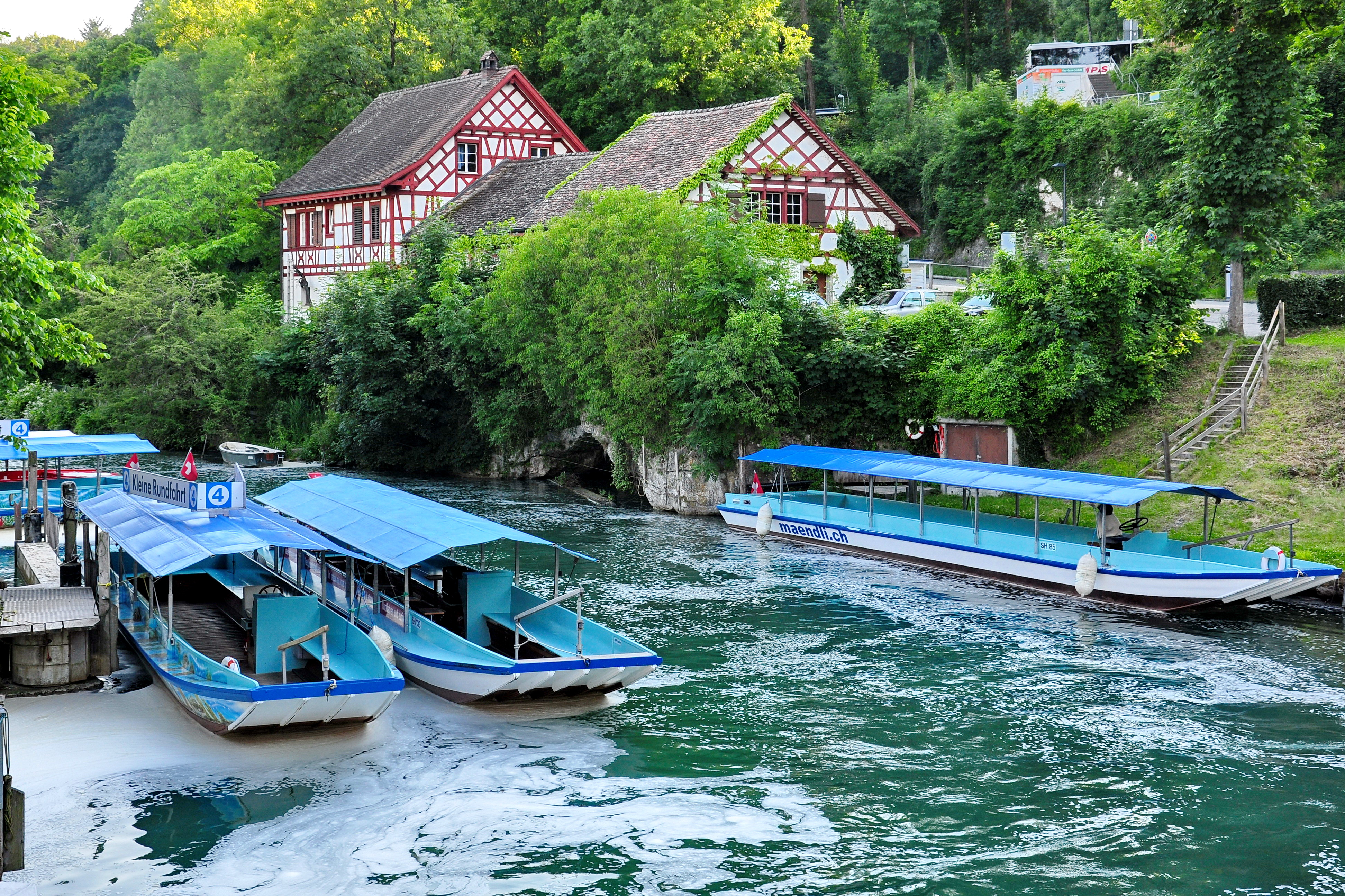
Anleger am Rheinfall von Norden
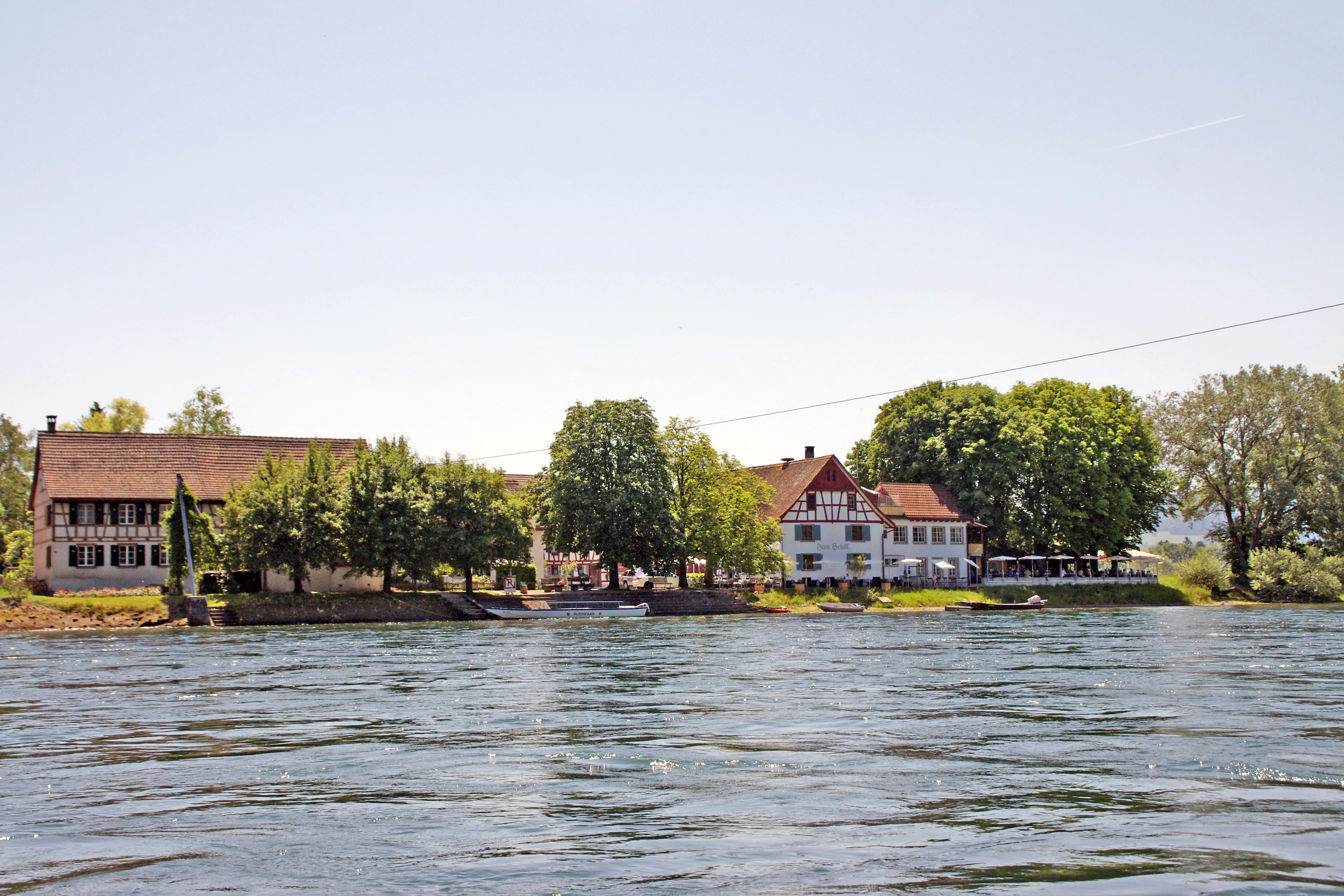
Fähranleger Ellikon
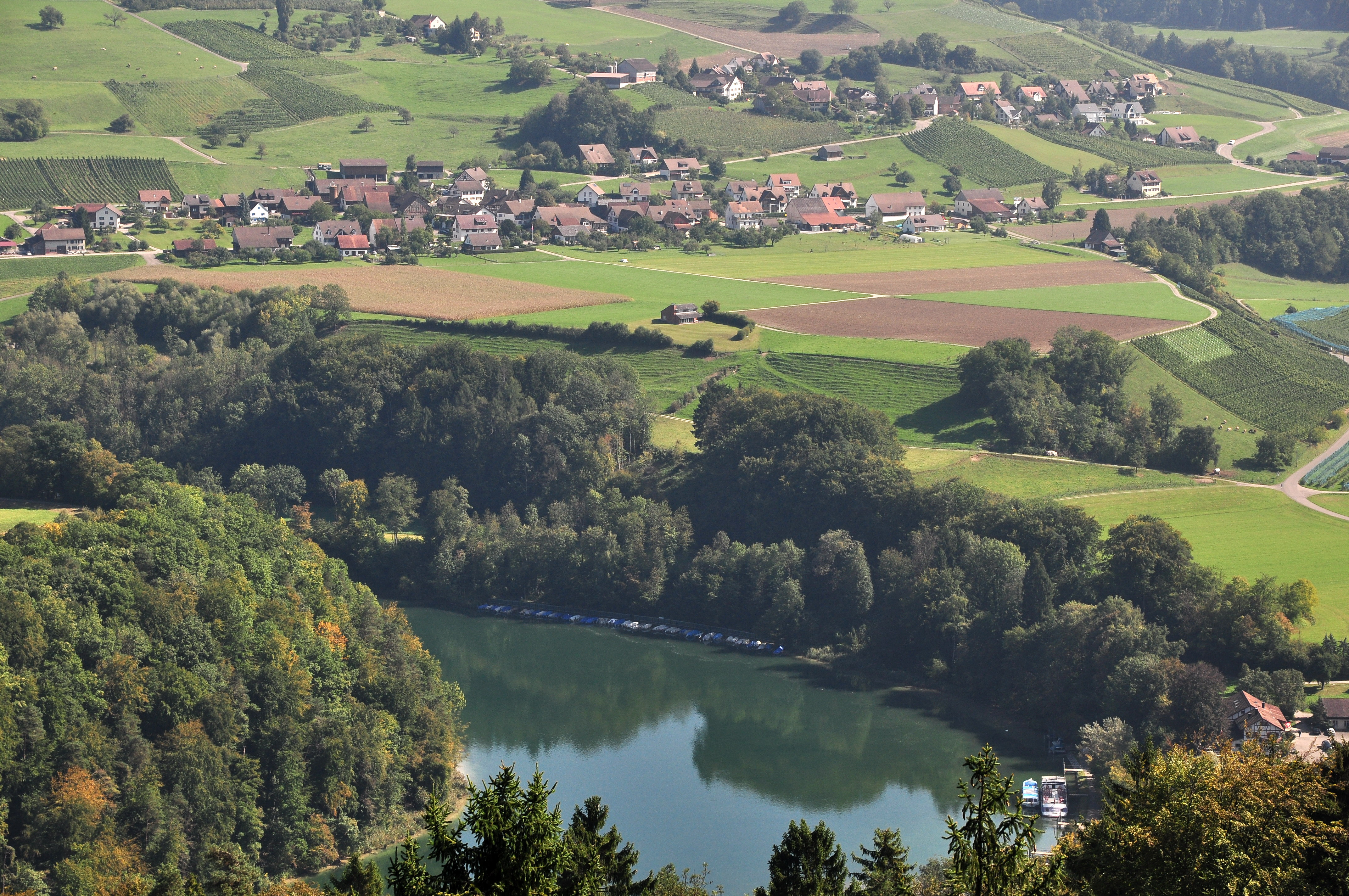
Tössegg
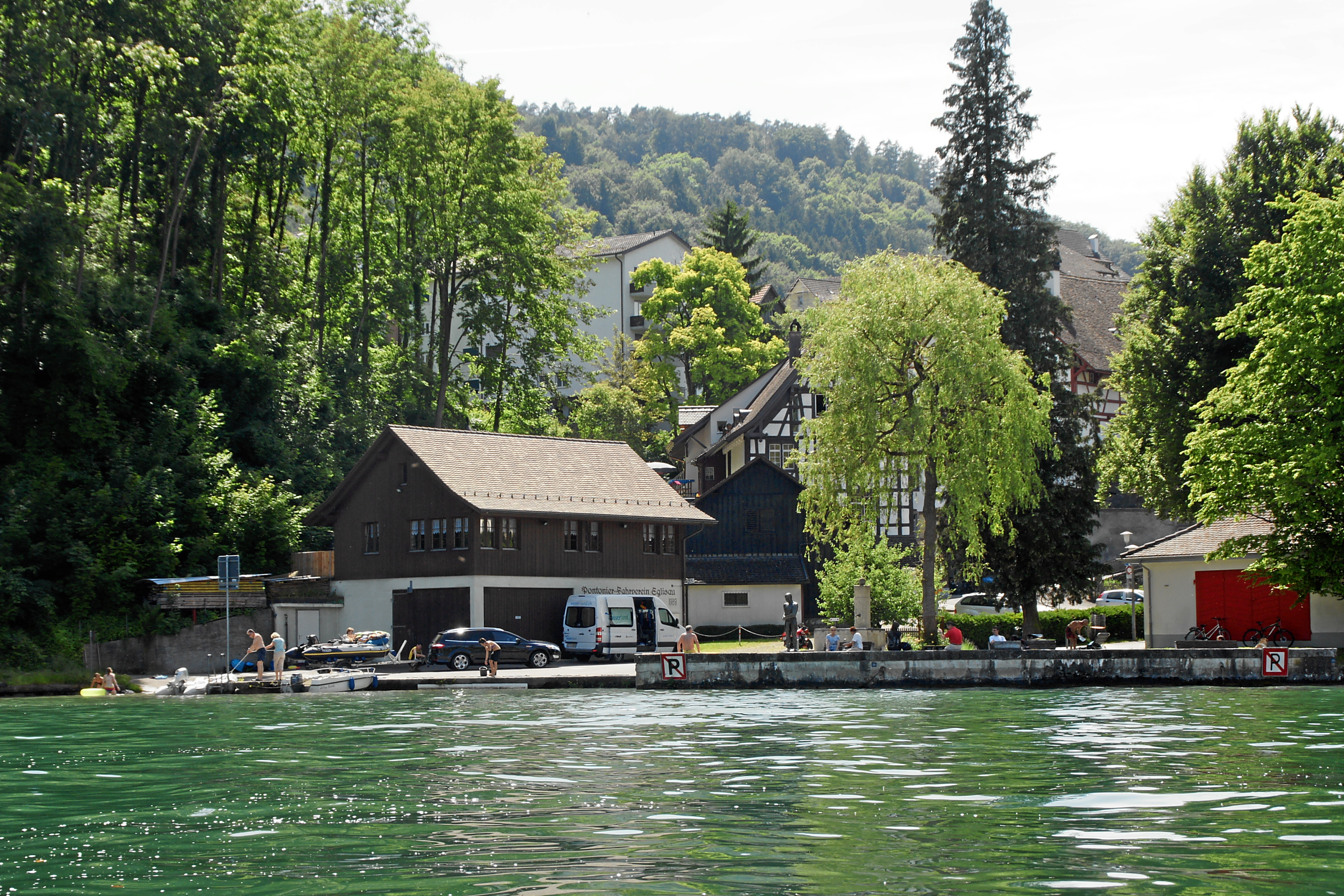
Eglisau
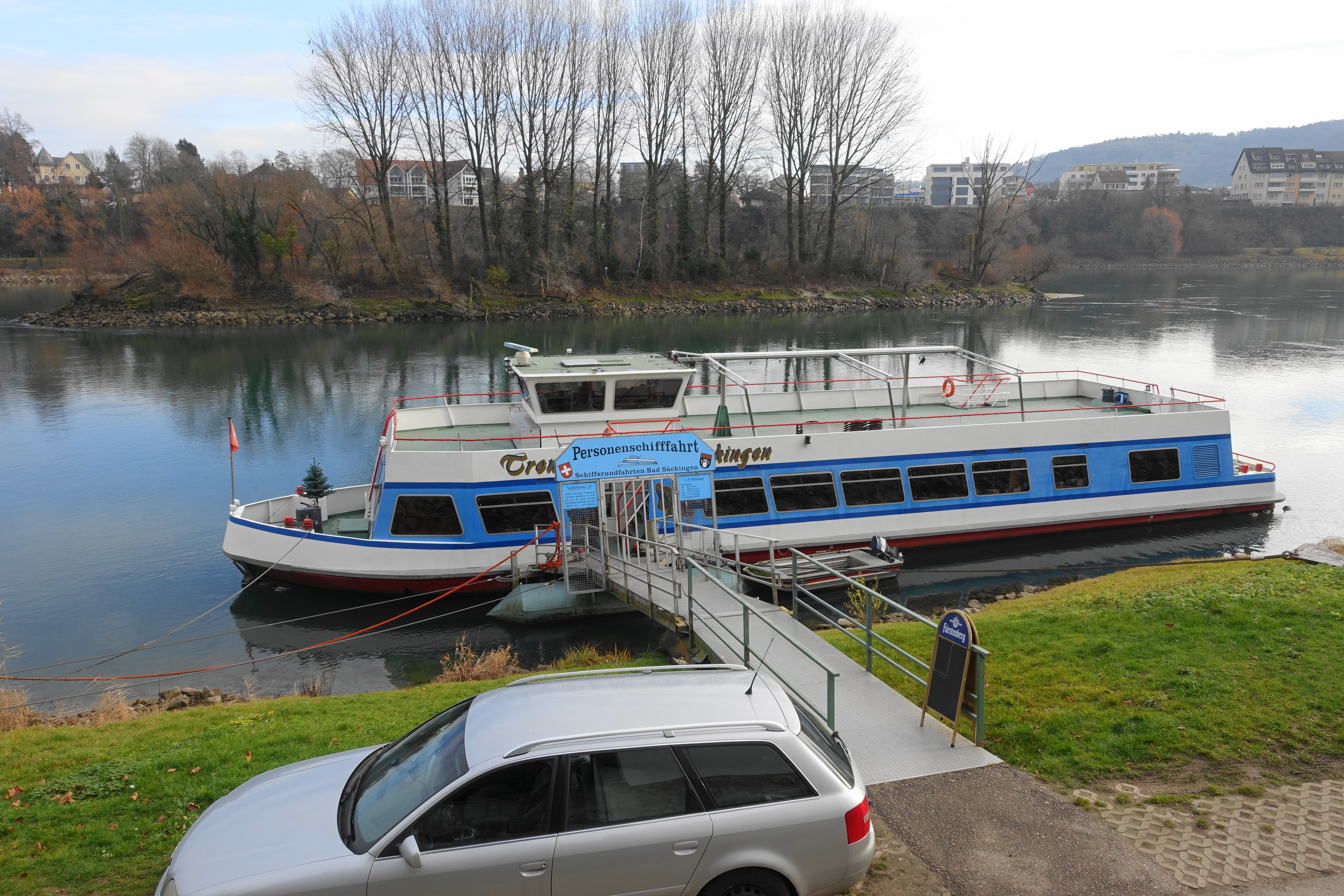
Bad Säckingen
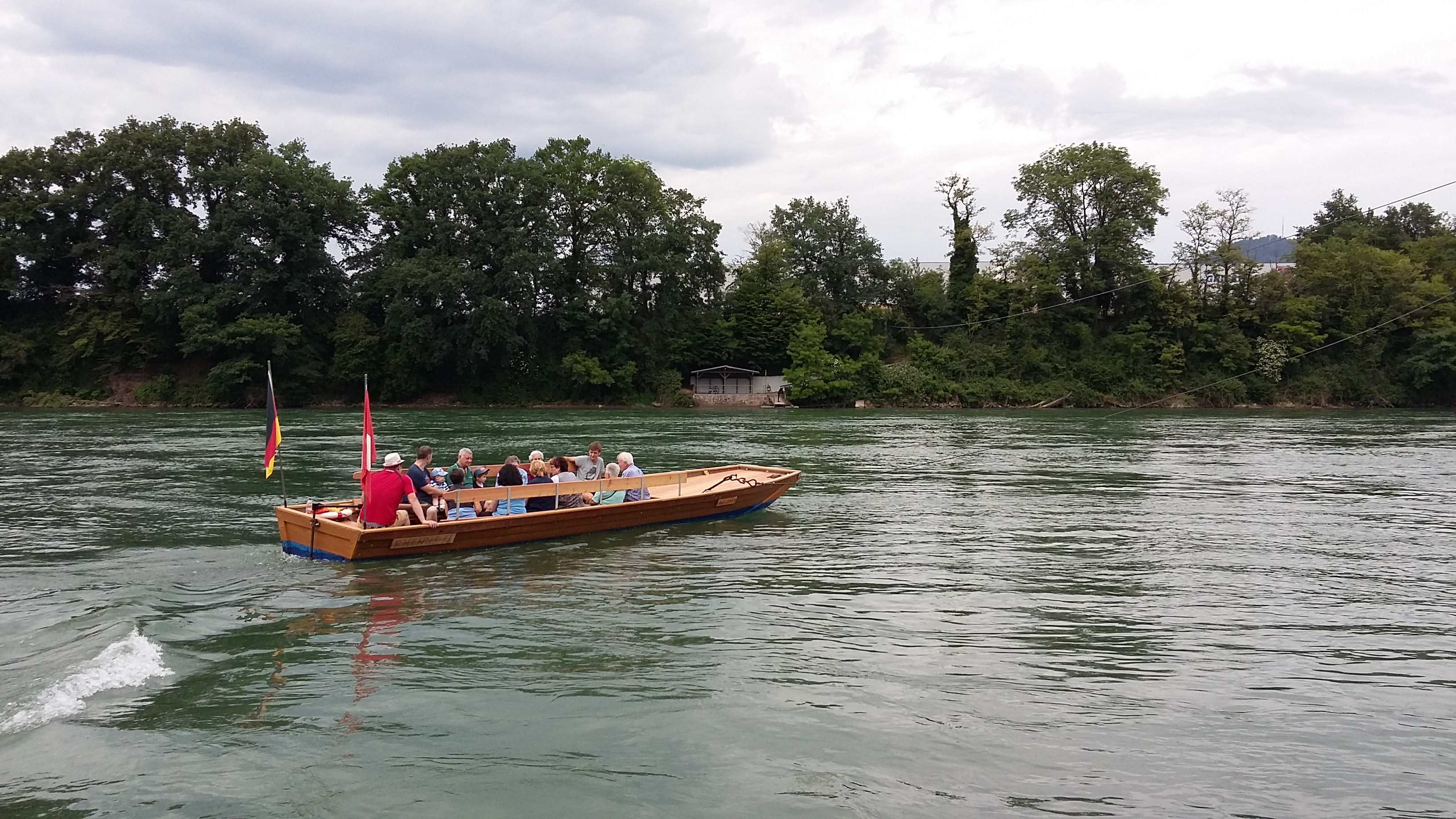
Gierseilfähre Mumpf
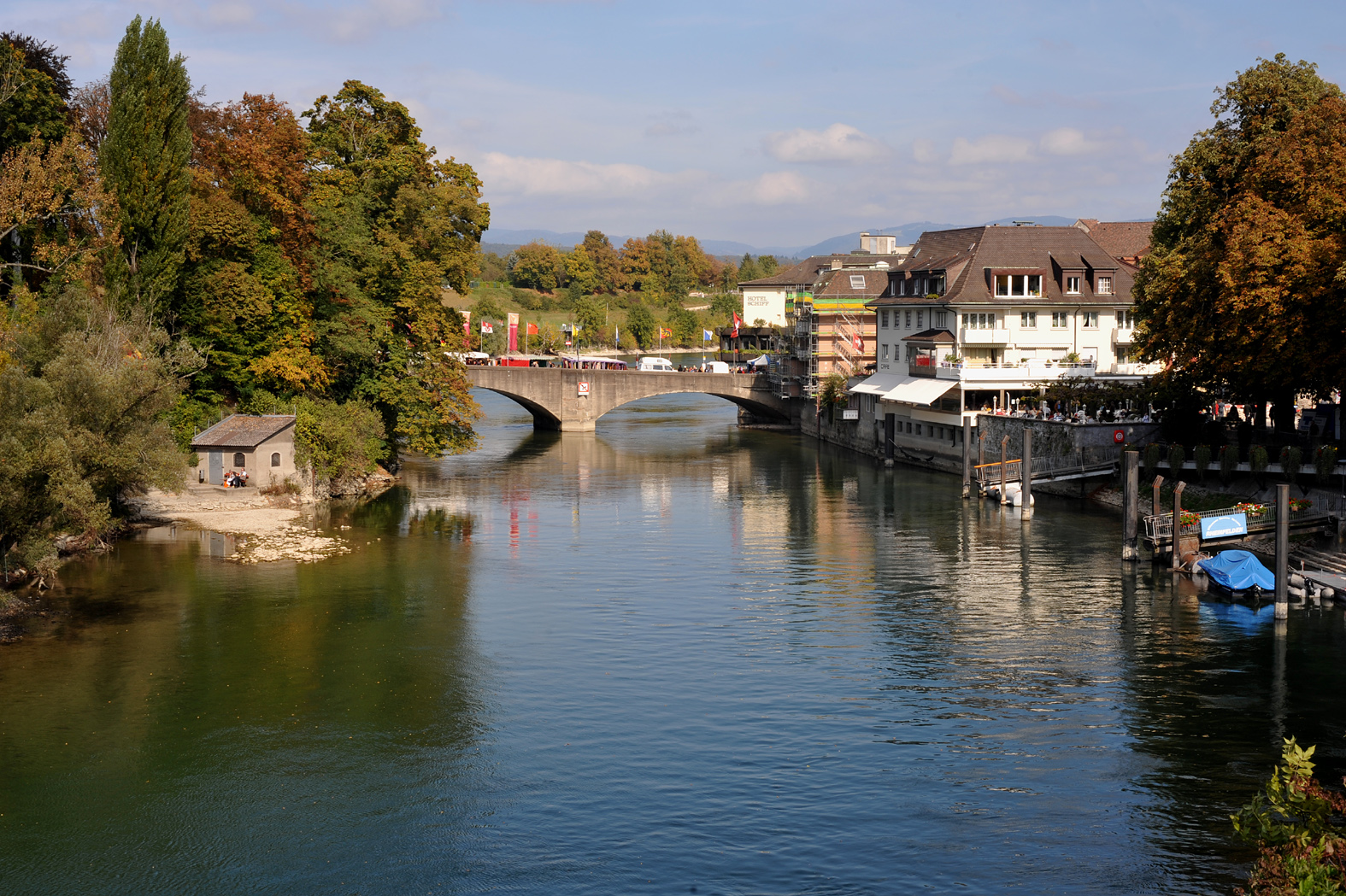
Rheinfelden BPG
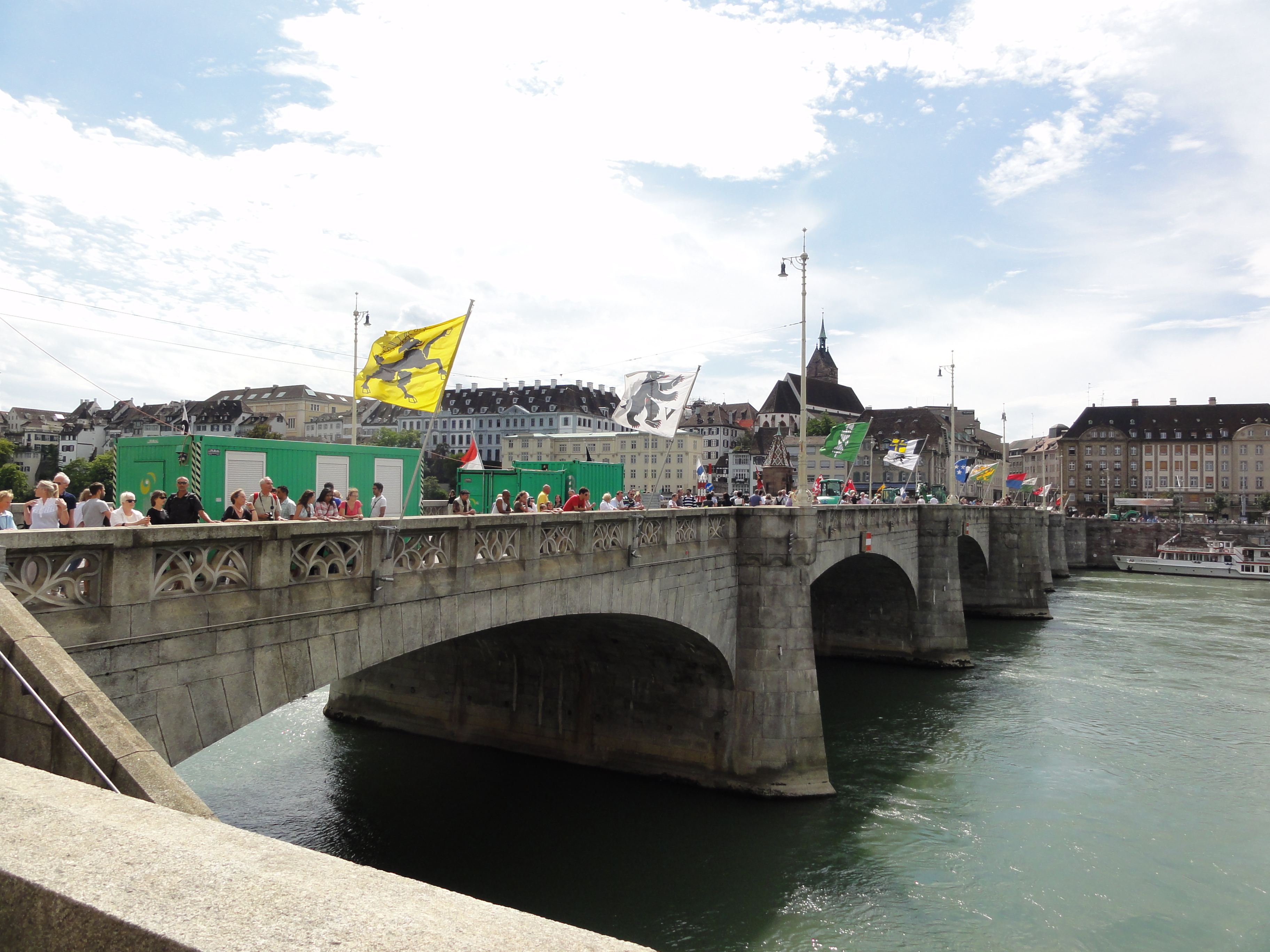
Mittlere Brücke Basel

siehe auch: Hochrheinschifffahrt